# Elina Svitolina
Elina Mychajlivna Svitolina (in ucraino Еліна Михайлівна Світоліна?, IPA: [ɛˈlʲinɑ swiˈtɔlʲinɑ]; Odessa, 12 settembre 1994) è una tennista ucraina.
Nel febbraio del 2017, in seguito alla vittoria del titolo di Dubai, diventa la prima tennista donna del suo Paese ad entrare a far parte delle prime dieci del mondo, mentre l'11 settembre dello stesso anno migliora tale primato raggiungendo la terza posizione, ad oggi suo best ranking, eguagliandola più volte. Il 28 ottobre 2018 diventa anche la prima tennista ucraina a vincere il torneo di fine anno, le WTA Finals.
È vincitrice di diciotto tornei WTA in singolare e di due in doppio e come migliori risultati nelle prove del Grande Slam vanta tre semifinali, due a Wimbledon (2019, 2023) e una allo US Open 2019.
Ha rappresentato il proprio paese in due edizioni delle Olimpiadi, precisamente nel 2016 e nel 2021, vincendo la medaglia di bronzo in quest'ultima.
Con l'uscita dalla Top 10 di Simona Halep, dall'8 agosto 2021 diventa la tennista con il maggior numero di settimane consecutive all'attivo tra le migliori dieci tenniste del mondo.

## Biografia
Elina Svitolina è nata a Odessa, in Ucraina, il 12 settembre 1994 da Olena Svitolina e Mikhaylo Svitolin; ha un fratello più grande di nome Julian. I suoi genitori sono stati entrambi sportivi: il padre è stato un wrestler, mentre la madre ha praticato canottaggio a livello agonistico. All'età di tredici anni si è trasferita con la famiglia a Charkiv, che ancora oggi risulta essere la sua residenza, anche se lei ci torna raramente. È stata allenata da Andrew Bettles e in passato è stata seguita occasionalmente anche da Justine Henin. Nel dicembre 2021 ha interrotto la sua collaborazione con Bettles, per assumere come nuovo allenatore Andis Juška, ex- capitano della nazionale lettone di tennis femminile, avvalendosi inoltre di Gunter Bresnik come consulente.

## Carriera

### 2009-2012: junior

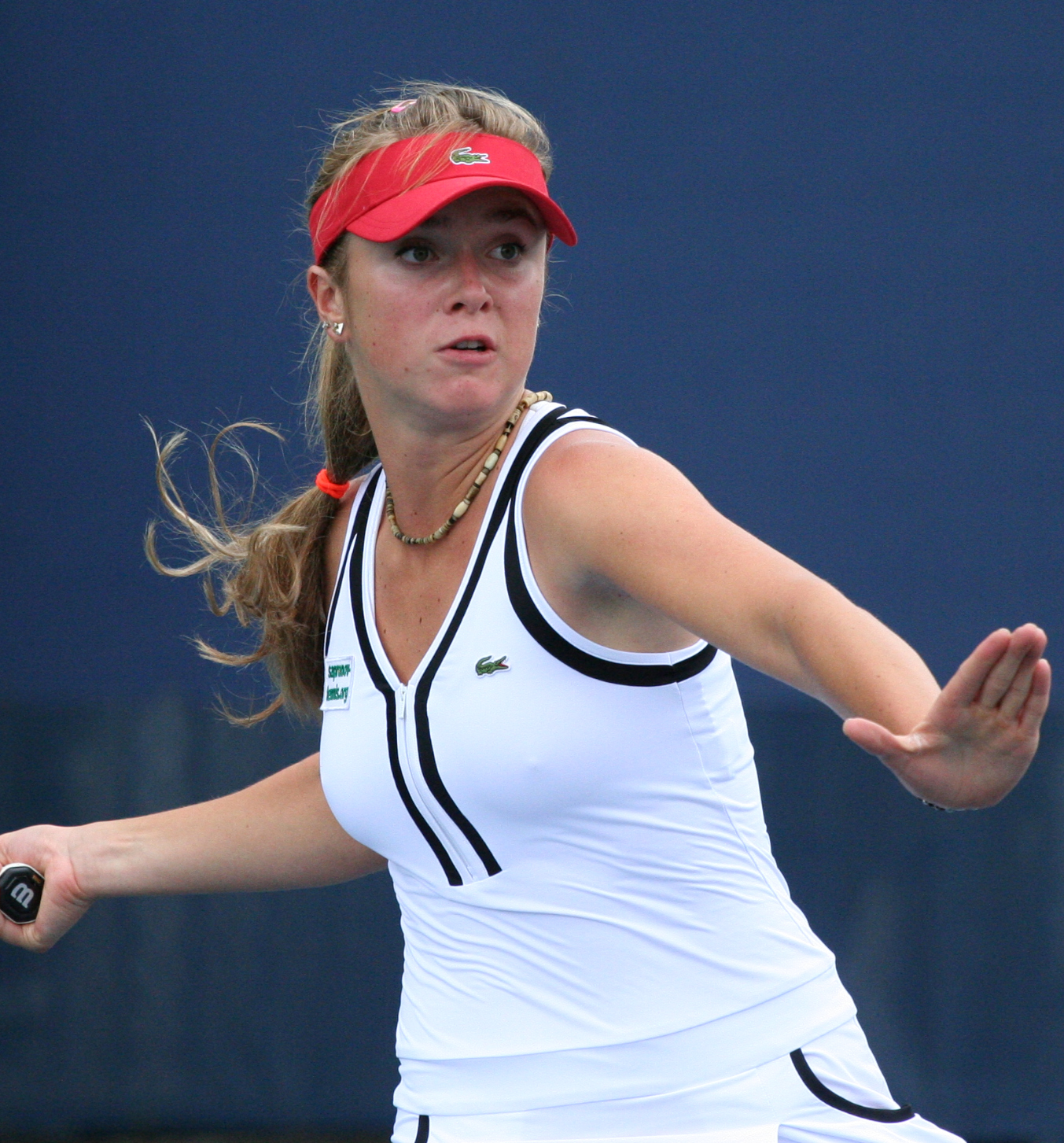
Svitolina nel 2010

Nel 2009 partecipò all'US Open 2009 - Singolare ragazze senza superare il primo turno. L'anno successivo, nel 2010, vinse l'Open di Francia 2010 - Singolare ragazze sconfiggendo in finale Ons Jabeur con il punteggio di 6-2, 7-5. Con Ljudmyla Kičenok in doppio arrivò alle semifinali perdendo contro la coppia spagnola Lara Arruabarrena Vecino e María Teresa Torró Flor, con il punteggio di 2-6 4-6.
Al torneo di Wimbledon 2010 - Singolare ragazze perse contro Grace Min. Nella stessa competizione al doppio giunse in finale venendo sconfitta da Tímea Babos e Sloane Stephens con un punteggio a favore delle vincitrici di 6(7)–7, 6-2, 6-2. Svitolina nell'occasione giocò in coppia con Irina Chromačëva.
Nel 2012, perse la finale del Torneo di Wimbledon 2012 - Singolare ragazze contro la canadese Eugenie Bouchard con il punteggio di 2-6, 2-6.

### 2011-2014: primi titoli WTA

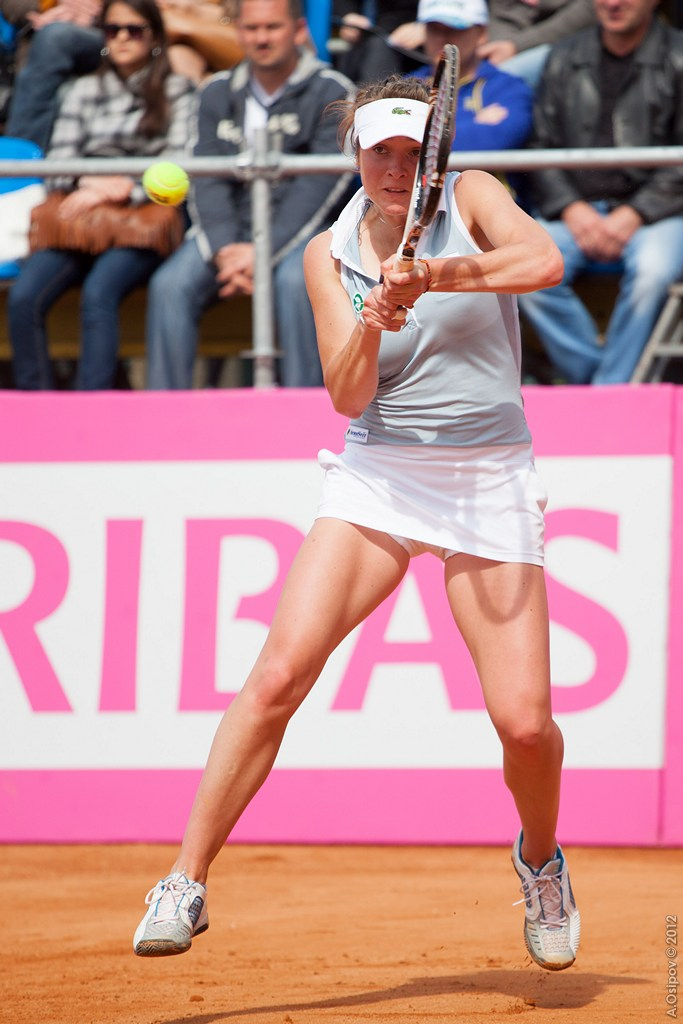
Svitolina nel 2012

Il 16 agosto 2011 ha conquistato il primo titolo ITF della carriera ad Istanbul e due mesi dopo vince anche a Lagos. Nel 2012 vince altri due titoli ITF, La Marsa e Telavi.
Agli US Open 2012 avviene il suo debutto in un torneo dello Slam, dove viene battuta dalla serba Ana Ivanović. L'11 novembre 2012 vince il primo titolo del circuito WTA 125 a Pune, in India, a discapito della giapponese Kimiko Date.
All'Australian Open 2013 viene sconfitta da Angelique Kerber al primo turno. Agli Open di Francia 2013 raggiunge per la prima volta il secondo turno dove viene battuta dalla statunitense Varvara Lepchenko. Al Torneo di Wimbledon 2013 viene superata al primo ostacolo dalla futura campionessa Marion Bartoli. Il 28 luglio vince il suo secondo titolo in singolare, battendo Shahar Peer nella finale del Baku Cup.
Il 27 luglio 2014 si conferma campionessa del torneo Baku Cup battendo in finale Bojana Jovanovski per 6-1, 7–6(2).

### 2015-2016: l'ascesa e Top 20

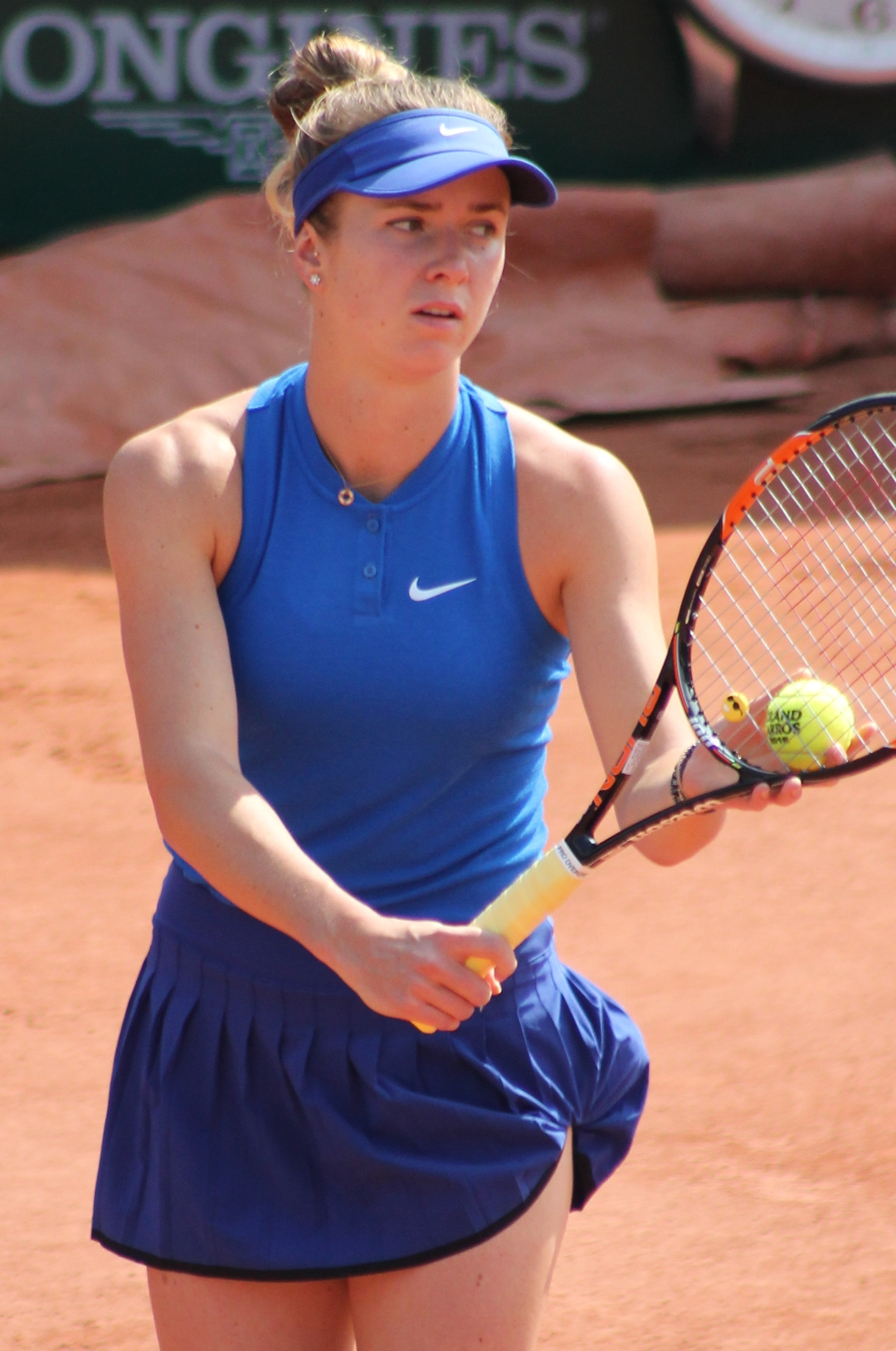
Svitolina al Roland Garros 2016

Nel maggio 2015 vince il torneo di Marrakech, battendo nell'ordine: Donna Vekić (6-2 6-2), Christina McHale (7-5 6-3), Karin Knapp (6-0 3-6 6-3), Anna Karolína Schmiedlová (6-0 6-3) e in finale Tímea Babos (7-5 7-6).
Raggiunge, per la prima volta in carriera, i quarti di finale al Roland Garros 2015, quando batte Yanina Wickmayer (6-2 6-2), Julija Putinceva (9-7 al terzo), Annika Beck (6-3 2-6 6-4) e Alizé Cornet (6-2 7–6(9)) prima di venir eliminata dalla testa di serie numero 7 Ana Ivanović, per 3-6 2-6.
Elina avvia il 2016 a Sydney, dove perde subito da Angelique Kerber in tre set. Agli Australian Open coglie la prima vittoria della stagione contro Victoria Duval (6-2 6-3) anche se al secondo turno viene a sorpresa estromessa dalla qualificata Naomi Ōsaka con un doppio 6-4. Prosegue l'anno a Dubai, dove disputa un ottimo torneo: dopo aver battuto Jana Čepelová, al secondo turno sconfigge la testa di serie numero 2 nonché numero 5 del mondo Garbiñe Muguruza per 7-6(3) 6-3 mentre ai quarti supera Coco Vandeweghe in tre set. La sua corsa si arresta in semifinale, quando viene estromessa dalla futura vincitrice Sara Errani. Dopo una sconfitta all'esordio a Doha, si presenta a Kuala Lumpur, dove è seconda favorita del seeding. Nei primi due turni si impone sulle giapponesi Miyu Katō e Risa Ozaki mentre ai quarti batte in rimonta Kristína Kučová. In semifinale interrompe la corsa della qualificata Lin Zhu con un doppio 6-3 e in finale vince il quarto titolo WTA della carriera sconfiggendo Eugenie Bouchard per 6(5)-7 6-4 7-5. Grazie a questa vittoria, Svitolina raggiunge quattordicesimo posto del ranking mondiale. L'ucraina prende poi parte ai due tornei americani di Indian Wells e Miami: nel primo arriva fino al terzo turno perdendo da Roberta Vinci per 6-1 6-3 mentre nel secondo giunge fino al quarto turno, arrendendosi a Ekaterina Makarova in due set. Dopodiché si apre per Svitolina la stagione su terra: dopo aver colto una sola vittoria nei tre tornei di Bogotà, Madrid e Roma compie un exploit a Parigi, dove elimina, tutte in due set, Sorana Cîrstea, Taylor Townsend e Ana Ivanović, prima di cedere a Serena Williams per 6-1 6-1. La parte dell'anno sul verde non si rivela proficua poiché perde subito a Birmingham mentre a Wimbledon, dopo essersi imposta su Naomi Broady, si ferma contro Jaroslava Švedova. A Montréal è diciassettesima testa di serie. Dopo un'agevole vittoria su Jennifer Brady, estromette con due tie-break Françoise Abanda mentre al terzo turno viene eliminata da Angelique Kerber. Elina prende in seguito parte al torneo olimpico di Rio de Janeiro: in tale circostanza batte per 2-6 6-1 6-3 Andrea Petković e sconfigge Heather Watson 6-3 1-6 6-3. Al terzo turno compie lo scalpo più importante della sua carriera: Svitolina, infatti, supera la numero uno del mondo Serena Williams con il punteggio di 6-4 6-3, entrando nella storia come prima ucraina in assoluto a battere una numero uno del mondo. Ai quarti si arrende contro Petra Kvitová in due parziali. Dopo un secondo turno a Cincinnati, si presenta a New Haven. Agli US Open si ferma al terzo turno ancora una volta per mano di Kvitová. A Pechino ottiene la prima semifinale in un torneo di categoria Premier Mandatory. Poche settimane dopo, si qualifica per il secondo anno consecutivo al WTA Elite Trophy e, dopo aver superato la fase a gironi, batte in rimonta Johanna Konta in semifinale e perde contro Kvitová nell'atto conclusivo.

### 2017: primi titoli Premier e Top 3

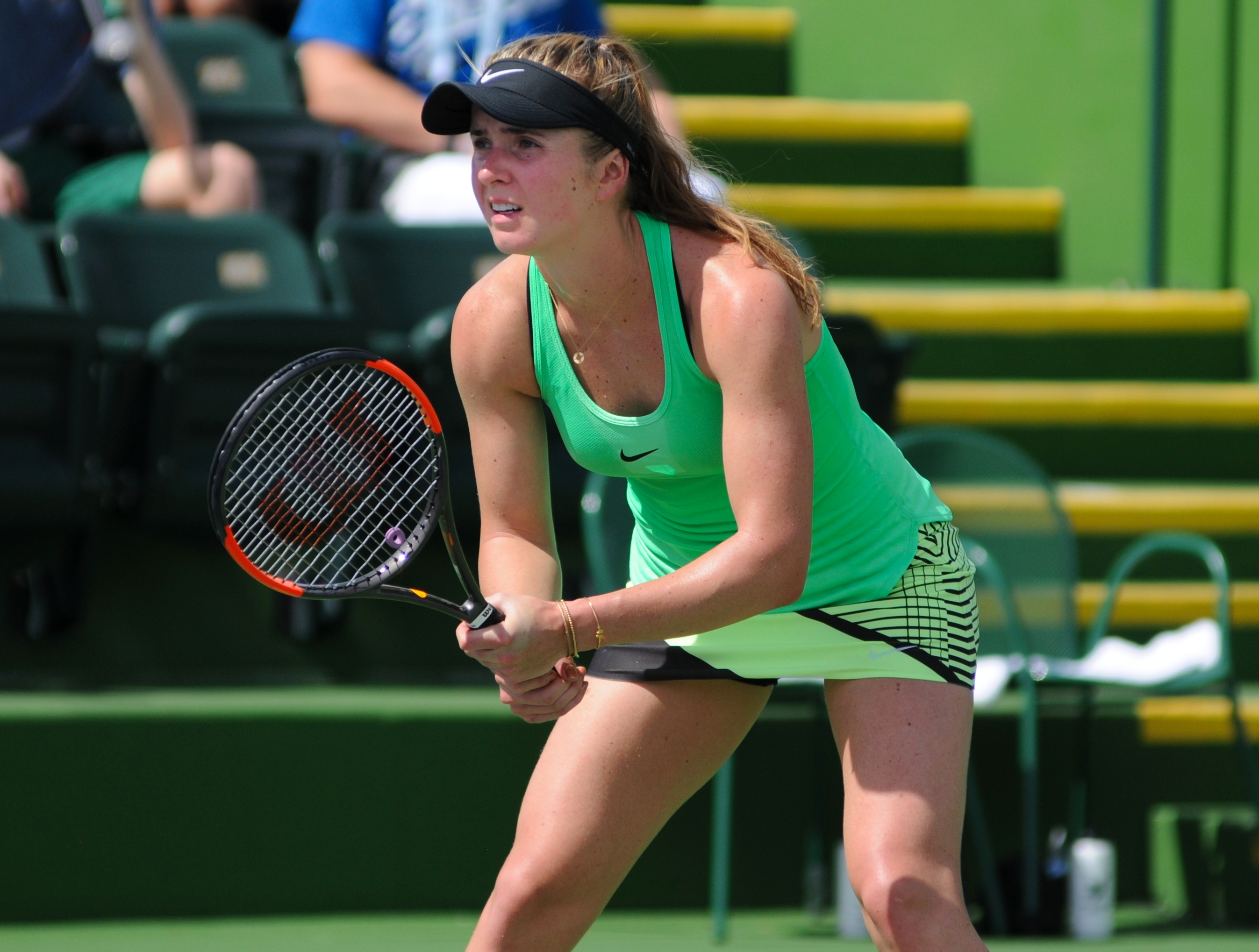
Svitolina al BNP Paribas Open 2017

Elina inizia la stagione partecipando al torneo di Brisbane, in cui le viene attribuita la sesta testa di serie: qui è sconfitta in semifinale con un netto 6-2 6-4 dalla futura vincitrice Karolína Plíšková, nonostante fosse in precedenza riuscita a battere in tre set la numero uno del mondo Angelique Kerber ai quarti di finale.
Quindi partecipa al primo Slam dell'anno, dove però viene battuta a sorpresa al terzo turno dalla russa Pavljučenkova con il punteggio di 7-5 4-6 6-3.
In seguito prende parte al torneo di Taipei, in cui, da prima testa di serie, riesce a portare a casa il trofeo in maniera piuttosto agevole, faticando soltanto ai quarti contro la talentuosa Jabeur, dal gioco molto vario, a cui deve annullare ben 4 match point prima di avere la meglio al tie break del terzo set. In un mese di febbraio già positivo riesce a trionfare anche al torneo di Dubai, battendo tra le altre di nuovo Kerber e Caroline Wozniacki, rispettivamente in semifinale e in finale (6-4 6-2 il punteggio con cui ha battuto la danese). Partecipa anche al torneo di Kuala Lumpur, ma si ritira al secondo turno per non mettere a rischio la partecipazione agli ambiti tornei di Indian Wells e Miami.
A marzo, però, i risultati sono comunque meno positivi, con l'ucraina che proprio a Indian Wells cede alla spagnola Muguruza, dopo un match alquanto rocambolesco, mentre a Miami racimola un secondo turno dopo il bye all'esordio.
Svitolina ritorna sui campi solo a fine aprile, a Istanbul, dove riesce ad aggiudicarsi il trofeo da prima testa di serie e approfittando del proprio livello di gioco più elevato rispetto alle altre partecipanti (6-2 6-4 il punteggio con cui sconfigge la belga Mertens in finale).
Quindi parte per Madrid, dove a sorpresa viene estromessa da Saisai Zheng, la quale annulla due match point ad Elina e si porta a casa il match 2-6 7-6 6-3, vendicandosi della sconfitta subita a Dubai. La giocatrice nativa di Odessa, però, si riscatta, conquistando il torneo di Roma, battendo Pliskova ai quarti (6-2 7-6), e approfittando del ritiro di Muguruza ai quarti e dell'infortunio di Halep in finale (che batte in rimonta 4-6 7-5 6-1). Al Roland Garros raggiunge i quarti, faticando solo nel primo set con Pironkova e sconfiggendo in una interminabile battaglia la rediviva Martic. Qui però deve fare i conti con la rivincita di Halep che la batte annullando un match point e recuperando da uno svantaggio di 6-3 5-1. 

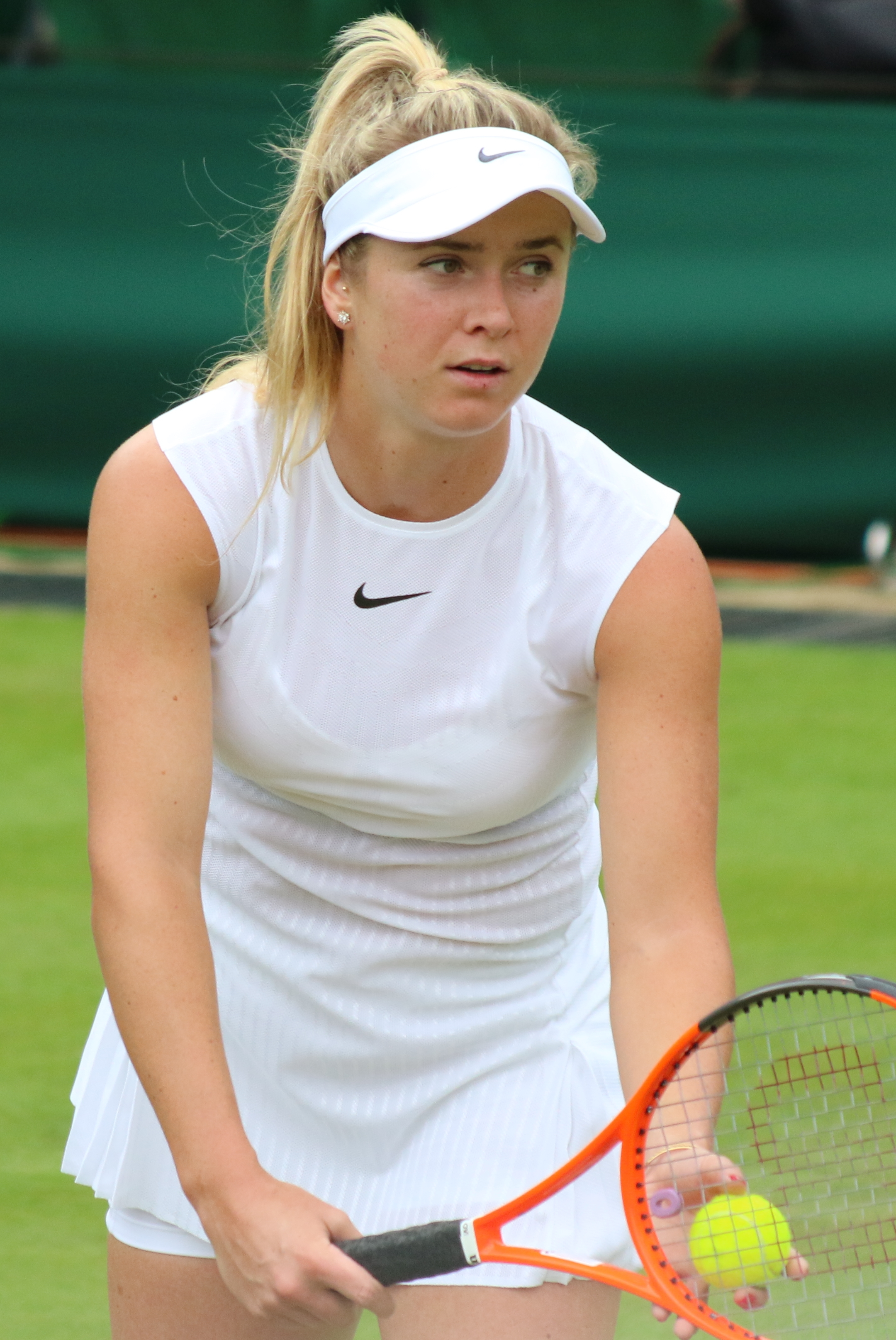
Svitolina a Wimbledon 2017

Dopo l'amara sconfitta, Svitolina partecipa ai tornei di Birmingham e Wimbledon, perdendo rispettivamente al secondo turno da Giorgi e al quarto da Ostapenko, dimostrando di soffrire il gioco aggressivo delle due sul manto erboso. Ritorna sui campi di gioco solo ad agosto, partecipando al Premier Five di Toronto: dopo un bye ed un secondo turno non giocato al meglio contro Kasatkina (vinto 7-6 6-4 recuperando da uno svantaggio di 4-0 nel secondo parziale), dimostra il suo grande potenziale dando una vera lezione alla veterana Venus Williams concedendole soltanto 3 giochi (6-2 6-1 il punteggio finale). Ai quarti fatica contro Muguruza, che conquista il primo set 6-4, ma la pioggia viene in aiuto di Svitolina, che il giorno seguente pare più lucida e concreta; si aggiudica infatti il secondo e terzo set con il punteggio di 6-4 6-3 e nel secondo incontro di giornata si prende la rivincita su Halep, battendola 6-1 6-1. Quindi in finale deve combattere solo un set per avere la meglio di una fallosa Wozniacki, che dimostra ancora una volta i suoi problemi a livello mentale nelle partite importanti. È dunque 6-4 6-0 per una Svitolina che non solo conquista il quinto torneo su cinque finali nell'anno, ma sale numero 1 nella race e diventa la prima giocatrice a vincere 3 Premier Five nello stesso anno.
Dopo un'eliminazione al terzo turno a Cincinnati, raggiunge per la prima volta in carriera gli ottavi di finale agli US Open, dove è accreditata della quarta testa di serie, superando Siniaková, Rodina e Rogers prima di cedere a Madison Keys al termine di una partita nervosa, iniziata con il tie break nel primo set, risolto a favore dell'americana, continuata con un secondo set dominato da Svitolina (6-1) e si conclude con una rimonta di Keys che, sotto 2-4, vince quattro games consecutivi ed elimina l'avversaria, interrompendo contestualmente la sua rincorsa al primo posto WTA.
Torna in campo nel successivo Premier Mandatory di Pechino e supera tre turni senza mai perdere un set, contro Zhu, Barty e Vesnina, prima di dare vita ad una maratona contro Caroline Garcia: il match dura infatti tre ore e ventidue minuti e Svitolina, che si era aggiudicata il tie break nel primo set, arriva anche al match point nel decisivo tie break del terzo set ma non riesce ad impedire alla francese di completare la rimonta e di aggiudicarsi il match con il punteggio finale di 6(5)–7, 7-5, 7–6(6). Gli ottimi risultati ottenuti nel corso della stagione le permettono di qualificarsi per la prima volta in carriera alle WTA Finals, dove però viene eliminata al round robin. Conclude l'anno alla sesta posizione del ranking.

### 2018: tre titoli WTA e vittoria alle WTA Finals

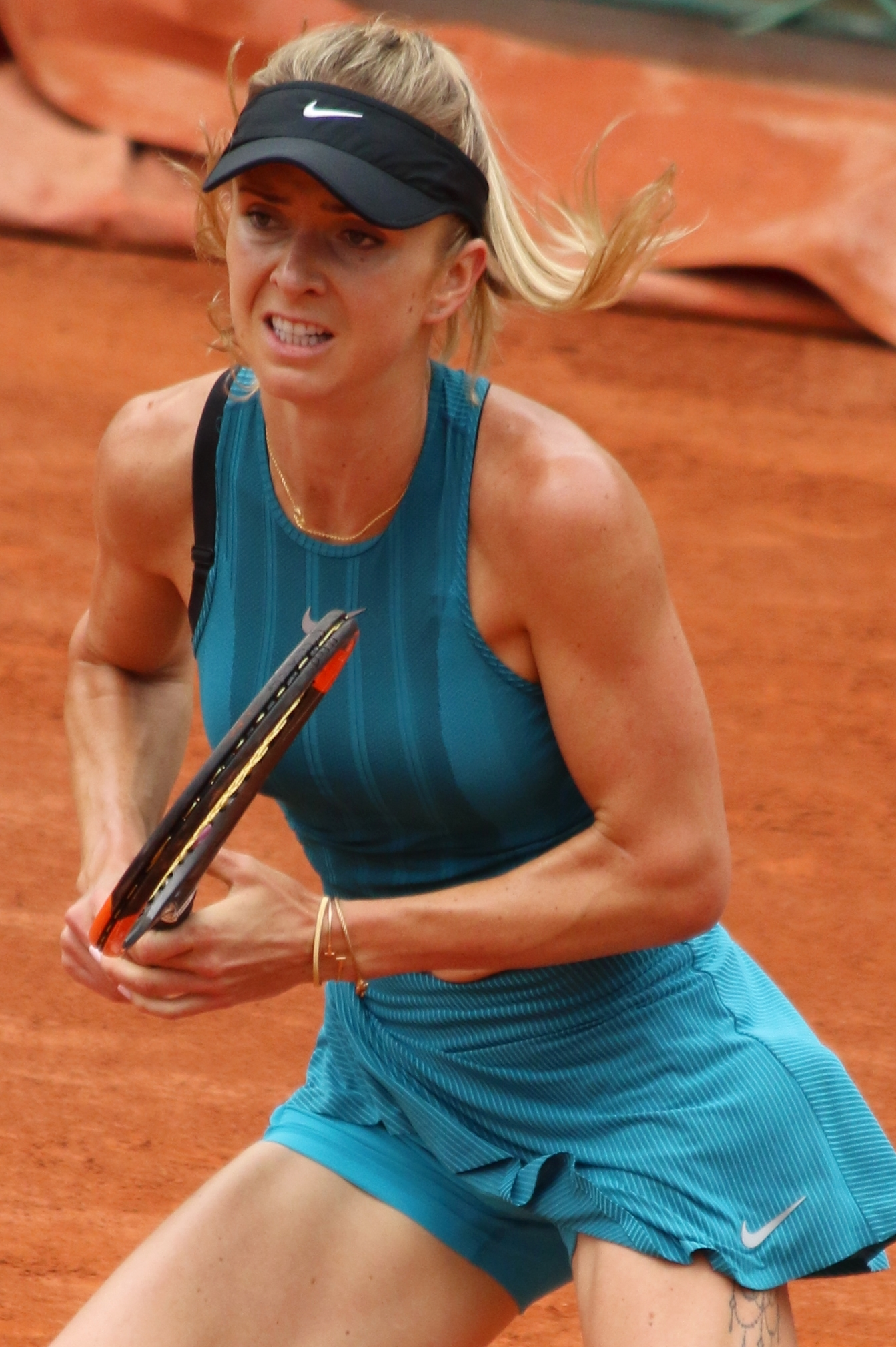
Svitolina all'Open di Francia 2018

Così come l'anno precedente, Elina incomincia la nuova stagione prendendo parte al torneo di Brisbane che vince battendo in finale la bielorussa Aljaksandra Sasnovič in due facili set. Approda dunque agli Australian Open come una delle tenniste favorite alla vittoria del torneo, ma viene nettamente sconfitta ai quarti di finale da Elise Mertens in due set. Nel mese di febbraio, dopo aver racimolato un terzo turno dal torneo di Doha, riesce a difendere il titolo conquistato l'anno prima a Dubai battendo nell'atto conclusivo Dar'ja Kasatkina. A Indian Wells viene estromessa al terzo turno da Carla Suárez Navarro mentre a Miami raggiunge per la prima volta nel torneo i quarti di finale, prima di cedere alla futura finalista Jeļena Ostapenko.
Torna in campo circa un mese dopo, a Stoccarda, dove perde in tre set con Caroline Garcia. Realizza una prestazione poco convincente anche al Premier Mandatory di Madrid dove si fa rimontare in tre set da Suárez Navarro. La settimana successiva si riconferma invece campionessa al Foro Italico di Roma grazie alla vittoria in finale nuovamente su Simona Halep, questa volta senza trovare alcuna difficoltà (6-0, 6-4 il parziale conclusivo). A Parigi, seconda prova stagionale del Grande Slam, incontra al terzo turno la rumena Mihaela Buzărnescu contro la quale cede sorprendentemente in due set. La stessa Buzărnescu le nega anche l'accesso alla semifinale del torneo di Birmingham; chiude la stagione su erba con la partecipazione a Wimbledon, sconfitta all'esordio in tre set da Tatjana Maria.
A Montréal, pur centrando la semifinale, non riesce a difendere il titolo conquistato l'anno precedente, mentre a Cincinnati viene fermata ai quarti di finale dalla futura vincitrice del torneo Kiki Bertens. Nell'ambito dell'ultimo appuntamento Slam stagionale, gli US Open, ripete gli ottavi di finale dell'anno precedente. Il post US open è avaro di soddisfazioni per la tennista ucraina, che viene fermata all'esordio e in tre set in entrambi i Premier cinesi di Wuhan e Pechino, rispettivamente per mano di Aryna Sabalenka e Aleksandra Krunić. Raggiunge i quarti di finale nel torneo di Hong Kong dove viene liquidata in due facili set da Wang Qiang.
Si qualifica come sesta tennista del ranking per le WTA Finals 2018. Qui viene inserita nel gruppo bianco insieme a Caroline Wozniacki, Petra Kvitová e Karolína Plíšková. Si impone su Kvitová con un doppio 6-3 e su Plíšková per 6-3, 2-6, 6-3. Nonostante le due vittorie, a Svitolina serve ancora un set per avere un posto in semifinale. Nel match valido per il turno successivo, supera anche Wozniacki, dopo aver annullato quattro match point, con il punteggio di 5-7, 7-5, 6-3. In seguito, supera anche Kiki Bertens, subentrata dopo il ritiro di Simona Halep, per 7-5, 6(5)–7, 6-4, staccando il pass per la finale del Master. In finale, il 28 ottobre, sconfigge in rimonta anche Sloane Stephens con il punteggio di 3-6, 6-2, 6-2, diventando la prima tennista del suo Paese a vincere tale torneo e aggiudicandosi in tal modo il titolo più prestigioso della sua carriera. Inoltre, eguaglia il record di Serena Williams, vincendo il Master senza perdere nemmeno un match, impresa riuscitale nel 2013.
Chiude l'anno alla quarta posizione del ranking, superando Naomi Ōsaka.

### 2019: due semifinali Slam e ritorno in Top 3
Inizia la stagione come testa di serie numero uno a Brisbane, dove il match d'esordio è un remake della finale dell'anno precedente vinta dall'ucraina. Tuttavia, stavolta l'esito è diverso: infatti è Aljaksandra Sasnovič a trionfare per 4-6, 6-0, 3-6. Disputa gli Australian Open spingendosi per la seconda volta in carriera ai quarti di finale nel continente australiano. Nel corso del torneo si impone su: Viktorija Golubic per 6-1 6-2, Viktória Kužmová per 6-4 6-1, Zhang Shuai per 4-6 6-4 7-5 e Madison Keys per 6-2 1-6 6-1; viene sconfitta dalla futura campionessa e numero uno del ranking, Naomi Ōsaka, in due facili set. A Doha estromette Jeļena Ostapenko per 6-4 6-4 e Karolína Muchová per 6-4 6-2, prima di venire eliminata in semifinale da Simona Halep con il punteggio di 3-6 6-3 4-6. Raggiunge la semifinale anche a Dubai eliminando Ons Jabeur, Garbiñe Muguruza e Carla Suárez Navarro, prima di essere sconfitta da Belinda Bencic, futura campionessa, per 2-6 6-3 6(3)–7.
Raggiunge la terza semifinale consecutiva a Indians Wells, battuta dalla futura campionessa Bianca Andreescu, che ha la meglio con il punteggio di 6-3 2-6 6-4. Nel corso del torneo estromette nell'ordine: Sofia Kenin per 3-6 7-6(5) 6-4, Daria Gavrilova per 7-5 6-4, Ashleigh Barty per 7-6(8) 5-7 6-4 e Markéta Vondroušová per 4-6 6-4 6-4. A Miami e a Madrid delude le aspettative, venendo eliminata all'esordio rispettivamente da Wang Yafan per 2-6 4-6 e Pauline Parmentier per 4-6 6(6)-7.
Si presenta a Roma in cerca del terzo titolo consecutivo, ma viene sorpresa da Viktoryja Azaranka, che la liquida con il punteggio di 4-6 6-1 7-5. Nel corso del match, l'ucraina si è trovata avanti per 5-2 nel set decisivo e con un match point a disposizione, ma l'Azaranka ha effettuato una sorprendente rimonta. Approda a Parigi dove, dopo essersi sbarazzata di Venus Williams, approfitta del ritiro di Kateryna Kozlova e si ritrova al terzo turno, eliminata nettamente da Garbiñe Muguruza.

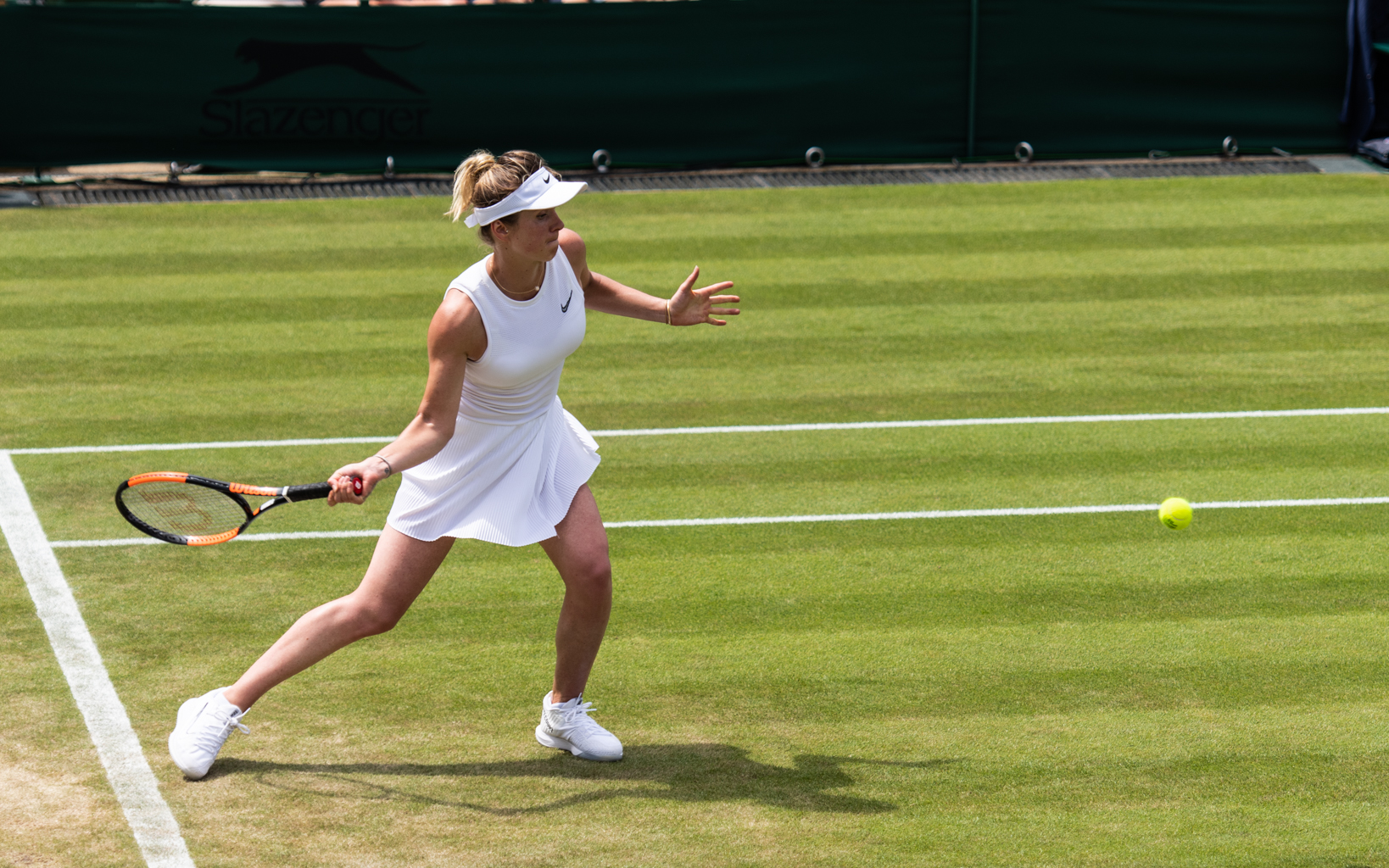
Svitolina a Wimbledon nel 2019

Nemmeno nei tornei preparatori a Wimbledon ottiene grandi risultati: infatti Elina viene eliminata all'esordio sia a Birmingham che a Eastbourne. Invece, nell'ambito del prestigioso Slam londinese centra la sua prima semifinale in un Major. Nel corso del torneo, dopo aver superato Dar'ja Kasatkina (7-5 6-0), sfrutta il ritiro di Margarita Gasparjan che aveva vinto il primo set e aveva avuto match point nel secondo. Successivamente, ha la meglio su Maria Sakkarī (6-3 6(1)–7 6-2), Petra Martić (6-4 6-2) e Karolína Muchová (7-5 6-4), prima di soccombere per la seconda volta consecutiva a Simona Halep in due netti set.
Nel torneo di San Jose estromette nuovamente Kasatkina, prima di subire la vendetta di Sakkarī, dopo non aver trasformato un match point. In preparazione allo US Open, prende parte al torneo di Toronto dove ha la meglio in tre sets su Kateřina Siniaková ed estromette agevolmente Belinda Bencic. Tuttavia, viene fermata da Sofia Kenin. Non ha molta fortuna nemmeno a Cincinnati, dove cede nel secondo turno nuovamente a Kenin. Nello Slam newyorkese, raggiunge la seconda semifinale di un Grande Slam, senza cedere nemmeno un set, nonché la seconda stagionale. Qui, si sbarazza di Whitney Osuigwe per 6-1 7-5, Venus Williams con un doppio 6-4, la connazionale Dajana Jastrems'ka per 6-2 6-0, Madison Keys (testa di serie numero dieci) per 7-5 6-4 e Johanna Konta (numero sedici del ranking) per 6-4 6-4. In seguito, è costretta a cedere a Serena Williams. Grazie a questo risultato, si spinge fino alla posizione numero tre della classifica, eguagliando così il suo best ranking.
Per ottenere i punti necessari ed entrare di diritto tra le qualificate alle WTA Finals, disputa i tornei di Zhengzhou e Canton. Nel primo, nuovo nella categoria Premier, supera in rimonta Julija Putinceva per 3-6 6-1 7–6(5), per poi perdere contro Kristina Mladenovic, che si aggiudica il match dopo quasi tre ore di gioco (6-4 4-6 6-3). Successivamente, nel secondo torneo cinese, si sbarazza di Dalila Jakupovič con un doppio 6-3, ma è costretta a ritirarsi contro Marie Bouzková sul punteggio di 4-6 3-4 in favore alla ceca. Nelle due settimane successive, centra invece i quarti di finale nei più prestigiosi Premier di Wuhan e Pechino; a Mosca non supera l'esordio perché sorpresa dalla padrona di casa Veronika Kudermetova. Nonostante i risultati deludenti, si qualifica come ottava tennista nel torneo di fine anno, che dal 2019 si disputa a Shenzhen e viene inserita nel gruppo rosso con Karolína Plíšková, Simona Halep e Bianca Andreescu. Supera tutti e tre i match di round robin senza perdere nemmeno un set; in semifinale approfitta del ritiro di Belinda Bencic sul punteggio di 4-1 nel terzo set in favore dell'ucraina. Così facendo, Elina raggiunge la prima finale dell'anno dove è chiamata ad affrontare la numero uno del mondo Ashleigh Barty, contro cui non aveva mai perso in nessuno dei cinque precedenti disputati. Questa volta, però, è l'australiana ad avere la meglio imponendosi con un comodo 6-4, 6-3.
Svitolina chiude la stagione alla 6ª posizione del ranking.

### 2020: due titoli WTA e terzo quarto di finale Slam a Parigi

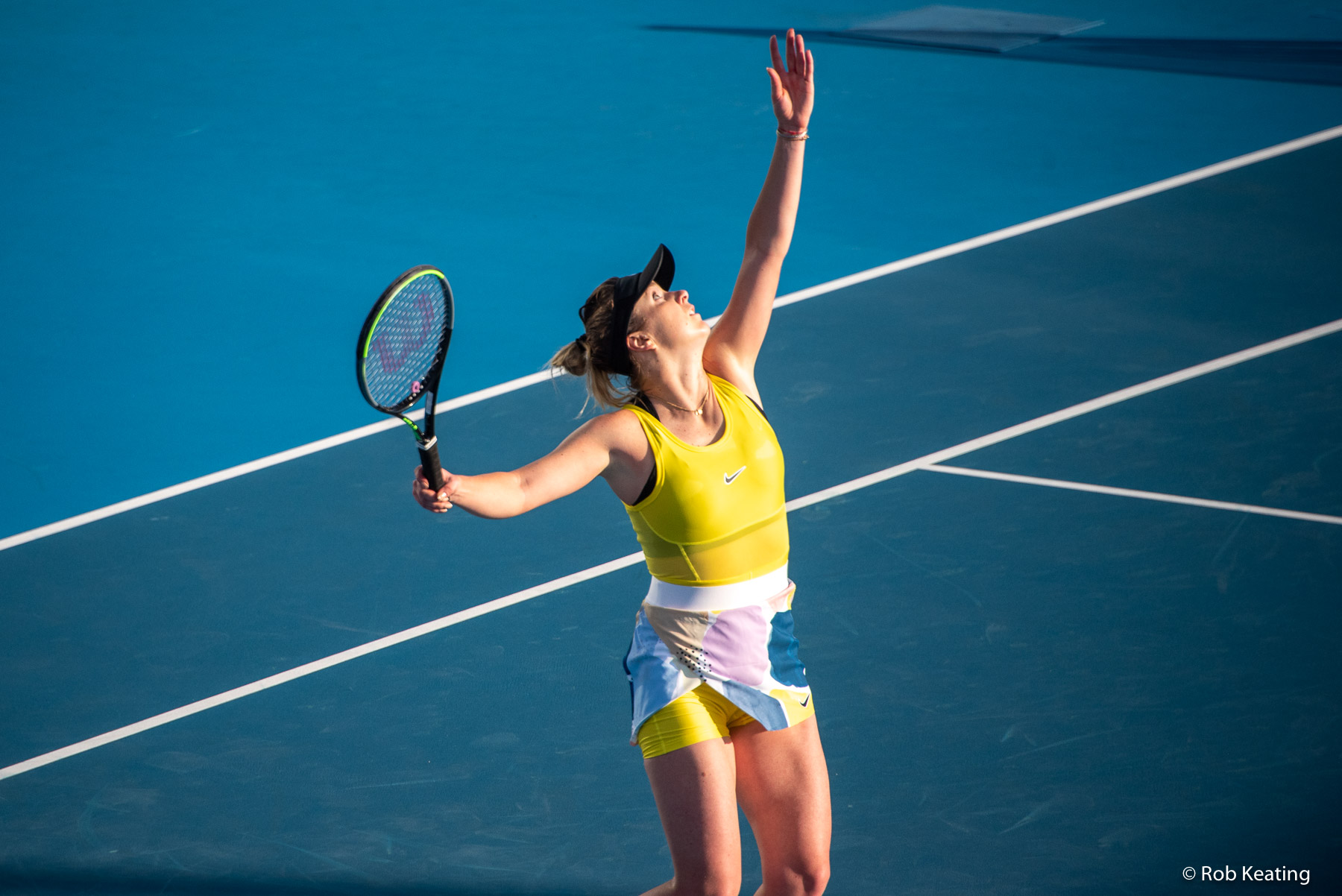
Elina Svitolina agli Australian Open 2020

Il nuovo decennio inizia nel peggiore dei modi per l'ucraina, tant'è che collezione appena due giochi all'esordio a Brisbane contro Danielle Collins. Prosegue il calvario all'Australian Open, dove non riesce a ripetere i quarti di finale raggiunti nell'edizione precedente. Infatti, Svitolina si impone su Katie Boulter per 6-4 7-5 e su Lauren Davis per 6-2 7–6(6), per poi cedere alla futura finalista dello Slam, Garbiñe Muguruza, la quale le infligge un perentorio 6-1 6-2. Successivamente, è prima testa di serie nel torneo di Hua Hin, ma anche qui non brilla; dopo essersi sbarazzata di Bibiane Schoofs e Storm Sanders, cede a sorpresa a Nao Hibino per 4-6 2-6. Il periodo negativo prosegue a Dubai, dove non va oltre il secondo turno per mano di Jennifer Brady, che le concede appena tre giochi. Non fa meglio nemmeno a Doha, eliminata all'esordio da Amanda Anisimova con un doppio 6-3. Tuttavia, ritrova fiducia a Monterrey, cogliendo la vittoria del quindicesimo trofeo della sua carriera. Nella corsa al titolo si impone agevolmente su: Danka Kovinić per 6-3 6-2, Vol'ha Havarcova per 6-3 6-4, Leylah Annie Fernandez per 6-4 7-5 e Arantxa Rus per 6-0 6-1, in una delle vittorie più nette della sua carriera. Nell'atto finale, l'8 marzo ha la meglio anche contro Marie Bouzková, che precedentemente aveva superato la seconda testa di serie Johanna Konta, in un match durato oltre tre ore e di gioco e conclusosi con il punteggio di 7-5, 4-6, 6-4. Per quanto riguarda la classifica, ritorna in Top 5, esattamente al quinto posto.
Dal giorno seguente al 3 agosto, il mondo del tennis è costretto ad uno stop forzato a causa dello scoppio della pandemia di COVID-19 del 2019-2021, portando molti tornei ad essere annullati o posticipati, tra cui Wimbledon (era dai tempi delle due Guerre Mondiali che non veniva sospeso) e le Olimpiadi di Tokyo (posticipate al 2021). Svitolina, annuncia che non avrebbe partecipato ai tornei di Lexington, Praga, Cincinnati e, al più importante fra tutti, l'US Open. In tal modo, rimanda il suo ritorno in campo.
Ritorna in campo a Roma, dove è stata campionessa nel 2017 e nel 2018. Stavolta, esce di scena ai quarti di finale per mano di Markéta Vondroušová (4-6 0-6), mentre precedentemente si era imposta in due parziali sulle russe Anastasija Pavljučenkova e Svetlana Kuznecova. Per quanto riguarda il ranking, ritorna alla quinta posizione della classifica. Si rifà a Strasburgo conquistando il suo sedicesimo titolo in carriera, nonché il suo quinto trofeo sulla terra rossa. Nella corsa al titolo, sconfigge nell'ordine: Magda Linette per 7–6(0) 7-5; Jil Teichmann per 6-4 6-3 ed Aryna Sabalenka, numero undici del mondo, per 6-2 4-6 6-4. In finale, in una partita rocambolesca, supera Elena Rybakina con lo score 6-4 1-6 6-2, tennista che ha raggiunto il maggior numero di finali del corso della stagione 2020. Nonostante i 220 punti ottenuti, resta ancorata alla quinta posizione della classifica mondiale.
In ottima forma, approda a Parigi per disputate l'Open di Francia, dove viene accreditata dalla terza testa di serie. All'esordio si sbarazza di Varvara Gračëva per 7–6(2) 6-2, mentre nel secondo turno subisce un bagel dalla qualificata Renata Zarazúa, riuscendo comunque a spuntarla con il punteggio finale di 6-3 0-6 6-2. Successivamente, si impone su Ekaterina Aleksandrova per 6-4 7-5 e annichilisce la giocatrice di casa Caroline Garcia, lasciandole appena quattro giochi. Raggiunge, così, per la terza volta i quarti di finale a Parigi, dove è opposta alla sorpresa del torneo Nadia Podoroska. L'ucraina perde nettamente dall'argentina con lo score di 6-2 6-4.
Prende parte alla prima edizione del torneo di categoria Premier J&T Banka Ostrava Open, dove è accreditata della prima testa di serie. Tuttavia, delude le aspettative, in quanto viene sconfitta da Maria Sakkarī con un periodico 3-6, raggiungendo le 200 sconfitte in carriera.

### 2021: quattrocento vittorie in carriera, bronzo alle Olimpiadi, 16º titolo WTA ed uscita dalla top-10
Svitolina apre la stagione al torneo WTA 500 di Abu Dhabi: elimina al primo turno Jessica Pegula per 6-4 6-3, poi la russa Vera Zvonarëva con un perentorio 6-4 6-1 ed Ekaterina Aleksandrova con lo score 6-2 6(5)–7 7–6(8). Viene però sorpresa nei quarti da Veronika Kudermetova, che la elimina in rimonta 5-7 6-3 7–6(3). L'ucraina gioca poi il Gippsland Trophy di Melbourne dove, da testa di serie n°3, ha un bye all'esordio. Al secondo turno, sconfigge Andrea Petkovic (6-1 6-4) mentre agli ottavi rimonta un set di svantaggio a Ostapenko (6(4)-7 6-3 6-2); ai quarti, cede a Elise Mertens al super-tiebreak (3-6 7-5 [6-10]). Agli Australian Open, arriva agli ottavi senza perdere set, battendo Bouzková (6-3 7-6(5)), Gauff (6-4 6-3) e Putinceva (6-4 6-0); tuttavia, nel quarto match del torneo, viene eliminata dall'americana Jessica Pegula in tre set, per 4-6 6-3 3-6. Per il secondo slam consecutivo, Svitolina viene sconfitta da una tennista fuori dalle prime 50 del mondo.
Scende in campo a Doha in occasione del Qatar Ladies Open, accreditata della prima testa di serie, che le vale un bye al primo turno. Dopo essersi imposta in due comodi parziali su Misaki Doi, concedendo appena tre giochi alla nipponica, cede contro la wildcard e top 15 Viktoryja Azaranka, nonostante gli evidenti problemi alla schiena dell'avversaria. Successivamente, viene estromessa all'esordio da Svetlana Kuznecova a Dubai.
Si sposta, dunque, sul cemento americano di Miami, a causa dell'annullamento dell'Indian Wells 2021. Apre il torneo con una vittoria in rimonta ai danni di Shelby Rogers, mentre nel terzo turno elimina in due parziali Ekaterina Aleksandrova, imponendosi, in seguito, sulla top 10 Petra Kvitová con il punteggio di 2-6 7-5 7-5, dopo essersi trovata avanti per 3-0 e con la possibilità di salire sul 4-0 nel parziale decisivo. Accede per la prima volta alla semifinale in questo torneo superando facilmente Anastasija Sevastova nei quarti di finale, siglando la sua 400a vittoria in carriera. Il giorno seguente, è opposta ad Ashleigh Barty, n° 1 della classifica WTA, contro la quale cede malamente con un periodico 3-6. In seguito, la giocatrice ucraina difende i colori della sua nazionale nei playoff della Billie Jean King Cup contro il Giappone: Elina supera agevolmente Muramatsu (6-3 6-2) mentre fatica notevolmente per avere la meglio di Yuki Naito, n°172 del mondo (6-2 4-6 7-6(3)). Grazie al suo contributo, l'Ucraina vince per 4-0 questa sfida; a Stoccarda, Svitolina inaugura la stagione sul rosso, da 4° testa di serie: dopo il bye all'esordio, elimina la vincitrice delle edizioni 2015 e 2016 Angelique Kerber in due set per poi imporsi nuovamente su Petra Kvitová in rimonta (6(4)-7 7-5 6-2). Arriva così alla seconda semifinale annuale, dove è opposta nuovamente ad Ashleigh Barty: come a Miami, anche in Germania Elina è costretta alla resa (6-4 6(5)-7 2-6). Dopo un primo turno a Madrid (sconfitta al tie-break del terzo set da Teichmann), l'ucraina gioca un buon torneo a Roma, dove centra un quarto di finale battendo, dopo il bye al primo turno, Anisimova e Muguruza; la sua corsa viene fermata dalla futura campionessa degli Internazionali Iga Świątek (2-6 5-7). Al Roland Garros, Elina delude le aspettative, fermandosi al terzo turno contro la futura vincitrice Barbora Krejčíková (3-6 2-6). Sull'erba, Elina non raccoglie buoni risultati: ottiene infatti il secondo turno in tutti i tornei disputati (Berlino, Eastbourne e Wimbledon).

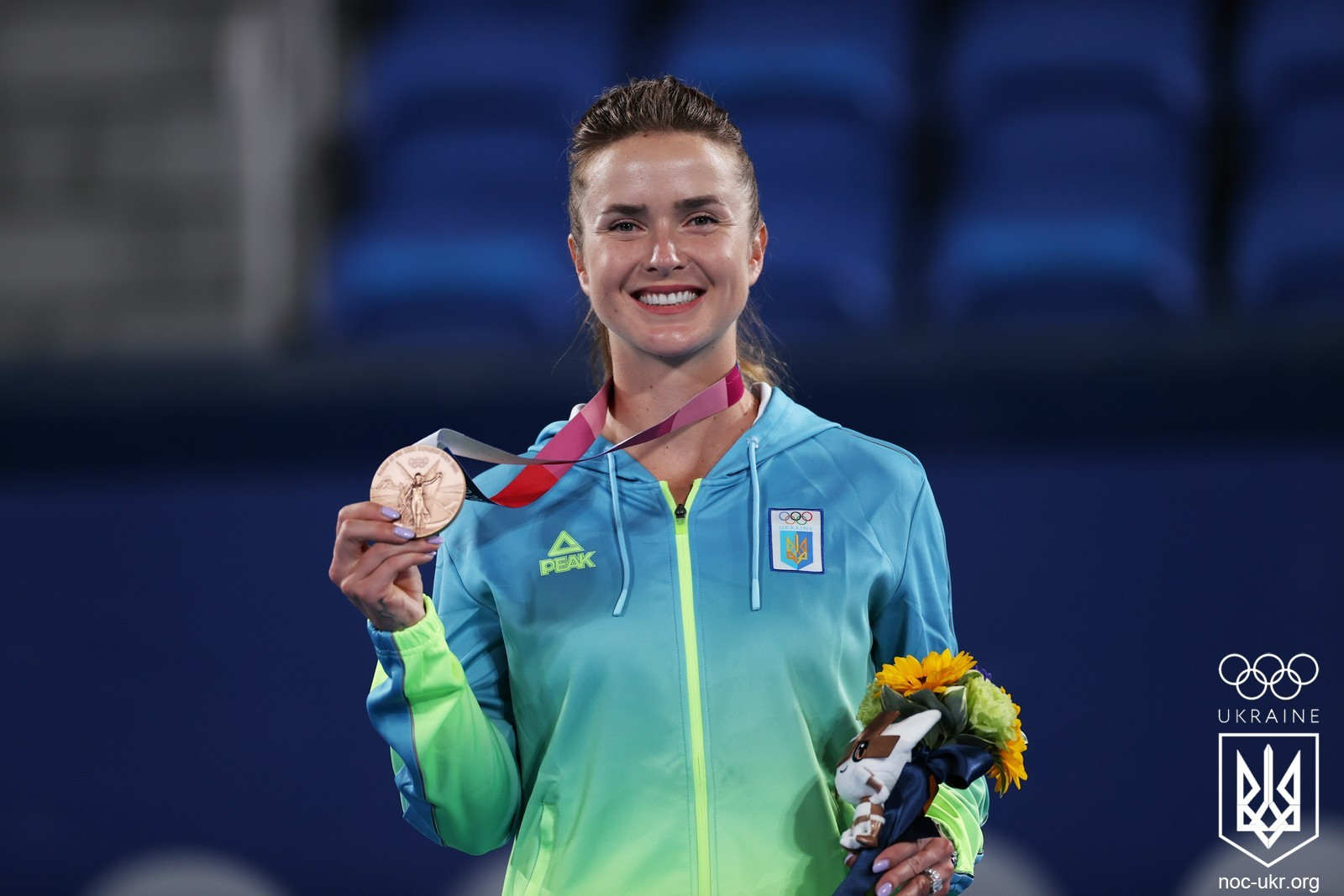
Elina Svitolina conquista la medaglia di bronzo alle Olimpiadi di Tokyo

Rappresenta il proprio paese alle Olimpiadi di Tokyo sia in singolare che in doppio. Nel singolo raggiunge la semifinale, superando in ordine in tre parziali: Laura Siegemund (6-3 5-7 6-4), Ajla Tomljanović (4-6 6-3 6-4) e Maria Sakkarī (5-7 6-3 6-4), mentre rifila un doppio 6-4 a Camila Giorgi. Nel penultimo atto, incassa una pesante sconfitta da Markéta Vondroušová. Tuttavia, Elina si rifà nella finale per il terzo posto, dove batte in rimonta Elena Rybakina (1-6 7-6(5) 6-4) per aggiudicarsi il bronzo, la prima medaglia dell'Ucraina nel tennis olimpico. In coppia con Dajana Jastrems'ka, invece, cede all'esordio contro le francesi Cornet/Ferro.
Non figura bene a Montréal e Cincinnati: in entrambi i casi esce al primo turno, sconfitta da Johanna Konta in Canada (6-3 3-6 2-6) e da Angelique Kerber in Ohio (5-7 6-2 4-6). Dopo questi scarsi risultati, si presenta a Chicago, dove è accreditata della prima testa di serie: giunge in finale, eliminando Burel (5-7 6-1 2-0 e ritiro), Ferro (6-4 6-4), Mladenovic (6-1 6-0) e Peterson (6-1 6(4)-7 6-3). Nell'ultimo atto, affronta la quarta francese trovata sulla sua strada, Alizé Cornet: Svitolina la batte per 7-5 6-4, conquistando il 16º titolo WTA della sua carriera, il primo in stagione. Agli US Open, dove è accreditata della 5ª testa di serie, esordisce con un successo su Rebecca Marino (6-2 6-3). Al secondo turno, trova la spagnola Masarova, proveniente dalle qualificazioni, estromettendola con lo score di 6-2 7-5. Successivamente, si impone facilmente in due parziali su Dar'ja Kasatkina, testa di serie numero 25; elimina anche Simona Halep con un periodico 6-3, momentaneamente uscita dalla Top 10 per la prima volta dal 2014. Grazie a questa vittoria, sale alla quinta posizione del ranking. Nei quarti, Svitolina viene sconfitta dalla sorpresa del torneo, Leylah Annie Fernandez, per 3-6 6-3 6(5)-7. L'ucraina partecipa poi alla versione "500" del torneo di Chicago, vinto da Elina poche settimana prima nella versione "250". Da 1° testa di serie, dopo il bye all'esordio, vince su Anisimova (6-4 6-3) e Ruse (6-3 6-3) per poi cedere ai quarti da Ons Jabeur per 4-6 2-6. A Indian Wells è quarta testa di serie: dopo un bye all'esordio, batte Tereza Martincová (6-2 7-5) e Sorana Cîrstea (4-6 6-4 7-6(3)). Agli ottavi, viene annichilita da Jessica Pegula con lo score di 1-6 1-6. A Tenerife, dove è n°1 del seeding, viene sconfitta a sorpresa da Camila Osorio all'esordio (7-5 3-6 2-6).
Per la prima volta dal 2016, Svitolina chiude fuori dalla top-10, al n°15.

### 2022-2023: temporaneo ritiro, rientro, 17º titolo WTA e semifinale a Wimbledon
Elina inizia male il 2022, collezionando due sconfitte all'esordio nell'Adelaide International (contro Gasanova) e nell'Adelaide International 2 (contro la futura vincitrice Keys). Agli Australian Open, vince contro Fiona Ferro (6-1 7-6(4)) e contro Harmony Tan (6-3 5-7 5-1 e ritiro), giungendo al terzo turno nel primo slam annuale per l'ottava volta in carriera. Nella circostanza, cede nettamente a Viktoryja Azaranka, per 0-6 2-6. A Dubai esce di scena al secondo turno contro Jil Teichmann (6(0)-7 2-6) mentre a Doha viene eliminata al primo round da Tereza Martincová in tre set. Torna in campo a Monterrey, dove è prima testa di serie: dopo il successo su Potapova (6-2 6-1), dichiara di voler devolvere ogni guadagno derivante dal torneo ai soldati ucraini impegnati in guerra. Al secondo turno, si impone su Viktorija Tomova (7-6(3) 3-6 6-2), cogliendo così il primo quarto di finale della stagione.
Il 31 marzo 2022, Svitolina ha annunciato che si sarebbe presa una pausa temporanea dalle competizioni. Il motivo addotto erano problemi di salute, tra cui mal di schiena e esaurimento emotivo, dovuti all'invasione russa dell'Ucraina nel 2022.
Dopo un anno e la gravidanza, a marzo 2023 rientra nel WTA 500 di Charleston, uscendo subito al primo turno. Anche a Madrid non riesce a ritrovare la vittoria, perdendo all'esordio da Sasnovič. Nel WTA 125 di Saint-Malo, Svitolina raggiunge la semifinale, cedendo all'ex top-10 Stephens (5-7 6(5)-7). Dopo un altro primo turno a Roma, gioca il WTA 250 di Strasburgo: trova i quarti grazie ai successi su Chirico (6-4 7-6(1)) e Routliffe (walkover); tra le ultime otto, elimina la sesta forza del seeding Gračëva mentre, in semifinale, rimonta un set di svantaggio a Clara Burel (4-6 7-5 6-3). Elina coglie così la 21° finale WTA della carriera: nella circostanza, supera la russa Blinkova con lo score di 6-2 6-3, vincendo il 17º titolo nel circuito maggiore, il primo dall'agosto 2021 e il secondo a Strasburgo.
Partecipa poi al Roland Garros grazie al ranking protetto: al primo turno sconfigge la semifinalista in carica Martina Trevisan con lo score di 6-2 6-2, tornando a vincere una partita in un major per la prima volta dall'Australian Open 2022. Al secondo round, batte la qualificata Hunter (2-6 6-3 6-1) mentre al terzo round rimonta Anna Blinkova (2-6 6-2 7-5); agli ottavi, elimina la top-10 Dar'ja Kasatkina per 6-4 7-6(5), tornando nei quarti del torneo parigino per la prima volta dal 2020. Tra le ultime otto, Svitolina cede il passo alla n°2 del mondo Aryna Sabalenka, con un doppio 4-6.
Dopo un primo turno a Birmingham, prende parte al torneo di Wimbledon grazie a una wild-card: al primo turno, elimina la ex-cinque volte campionessa Venus Williams, con lo score di 6-4 6-3; batte poi la belga Mertens al termine di un match rocambolesco, vinto per 6-1 1-6 6-1. Al terzo turno, sconfigge Sofia Kenin in due parziali, accedendo agli ottavi per la prima volta dal 2019. Al quarto round, l'ucraina ha la meglio di Viktoryja Azaranka per 7-6(9) al terzo set. Nei quarti, Svitolina riesce a estromettere Iga Świątek con il punteggio di 7-5 6(5)-7 6-2, centrando la settima vittoria in carriera su una n°1 del mondo e la sua terza semifinale a livello major. Nella circostanza, affronta la ceca Markéta Vondroušová: l'ucraina si arrende all'avversaria, che poi vincerà il titolo, con un duplice 3-6. Grazie all'ottimo torneo disputato, Elina guadagna oltre 40 posizioni nel ranking, rientrando in top-30 alla 27ª posizione.
Sul cemento americano, ottiene come migliori risultati i quarti a Washington e il terzo turno allo US Open: in entrambe le circostanze, a fermare la sua strada è la top-5 Jessica Pegula.
Termina l'anno al n°25 del mondo.

### 2024
Svitolina inizia l'anno al WTA di Auckland, dove è accreditata della 2ª testa di serie: dopo un successo sulla rientrante Wozniacki, elimina l'ex campionessa dello US Open Emma Raducanu (6(5)-7 7-6(3) 6-1). Nei quarti, lascia tre giochi a Bouzková mentre in semifinale si impone in rimonta su Xiyu Wang. Nella sua 21ª finale nel circuito maggiore, Elina si arrende alla n°1 del seeding e campionessa in carica Coco Gauff, con lo score di 7-6(4) 3-6 3-6. Non perdeva una finale WTA dal 2019. Successivamente, prende parte all'Australian Open: arriva agli ottavi senza problemi, lasciando le briciole a Preston, Tomova e Golubic. Nel match di quarto turno, è costretta al ritiro dopo soli tre giochi contro la giovane Linda Nosková, a causa di un infortunio alla schiena.
A Dubai, si arrende alla n°1 del mondo Świątek in due set. A Indian Wells si ferma al terzo turno contro Navarro (1-6 6-4 3-6) mentre a Miami cede dopo il bye a Ōsaka.
Sulla terra, dopo un terzo turno a Charleston, prende parte alle qualificazioni per la fase finale della Billie Jean King Cup: Elina raccoglie un successo contro Cristian e una sconfitta contro Bogdan. L'Ucraina perde il tie con la Romania per 3-2, non riuscendo ad accedere alla fase successiva della competizione. A Madrid, dopo il bye, soccombe a Sorribes Tormo in due set. A Roma, giunge fino agli ottavi, dove viene eliminata dalla n°2 del pianeta Sabalenka in rimonta. Al Roland Garros, l'ucraina si spinge fino agli ottavi battendo l'ex n°1 del mondo Plíšková, la francese Parry e la romena Ana Bogdan; nel match valevole per i quarti, si arrende a Elena Rybakina, con lo score di 4-6 3-6. Su erba, dopo una sconfitta al primo turno a Bad Homburg, si presenta a Wimbledon: l'ucraina, per il secondo anno di fila, si avventura fino ai quarti di finale, eliminando Linette, Niemeier, la bi-finalista in carica Jabeur e Wang; tra le ultime otto, per il secondo slam consecutivo, viene fermata da Rybakina.
Partecipa poi al torneo olimpico di Parigi: dopo aver superato Uchijima e la n°6 del mondo Pegula al secondo turno, cede alla ceca Krejčíková in tre set. Sul cemento americano, l'ucraina raggiunge al massimo il terzo turno a Cincinnati e allo US Open, fermata rispettivamente da Sabalenka e Gauff.
Non prende parte allo swing asiatico, chiudendo la stagione al n°23 del mondo.

### 2025: 18° titolo WTA e rientro in top-20
Svitolina inizia l'anno prendendo parte direttamente all'Australian Open: accreditata della testa di serie n°28, batte Cîrstea e Dolehide, approdando almeno al terzo turno per l'ottavo slam consecutivo. Nel match valido per gli ottavi, elimina la n°4 del mondo Jasmine Paolini per 2-6 6-4 6-0, tornando a vincere su una top-5 per la prima volta da Wimbledon 2023. Al quarto turno, prevale su Veronika Kudermetova, centrando così il suo terzo quarto di finale a Melbourne, il primo dal 2019. Tra le ultime otto, cede il passo alla futura campionessa Madison Keys.
Dopo alcune uscite premature, l'ucraina figura bene a Indian Wells, dove raggiunge il secondo quarto di finale della stagione battendo agli ottavi la top-5 Pegula. Nel match valevole per la semifinale, soccombe a Mirra Andreeva in due set. A Miami perde agli ottavi da Iga Świątek. A inizio aprile, aiuta l'Ucraina a qualificarsi alle fasi finali della Billie Jean King Cup, vincendo i suoi due singolari contro la Polonia e la Svizzera. Prende poi parte al '250' di Rouen; accreditata della testa di serie n°1, Elina si aggiudica il suo 18° titolo WTA, battendo senza cedere set Teichmann, Kalinina, Bouzas Maneiro, Ruse e, in finale, Olga Danilović con lo score di 6-4, 7-6(8). Si presenta quindi a Madrid: dopo il bye, elimina Kartal, Rybakina, Sakkarī e Uchijima, incamerando ben 22 set consecutivi vinti. In semifinale, sua miglior performance nel '1000' spagnolo in carriera, si ferma contro la n°1 del mondo Sabalenka (3-6 5-7). Grazie ai buoni risultati, dopo quasi un anno, rientra in top-20. Anche a Roma riesce a figurare bene, cogliendo i quarti di finale, dove perde a sorpresa contro Peyton Stearns al tie-break del terzo set. Al Roland Garros, batte Sönmez, Bondár e Pera senza cedere set; agli ottavi, prevale in rimonta sulla n°4 del seeding e finalista in carica Jasmine Paolini con lo score di 4-6 7-6(6) 6-1, annullando anche tre match point all'avversaria. Svitolina raggiunge così i quarti a Parigi per la quinta volta in carriera. Come nelle precedenti occasioni, anche in questa circostanza l'ucraina non riesce ad accedere alla semifinale, fermata da Iga Świątek in due set. 

## Vita privata
Da gennaio 2019 è sentimentalmente legata al tennista francese Gaël Monfils, ex numero sei della classifica ATP. Il 16 luglio 2021 la coppia si è sposata. Il 15 maggio 2022, Svitolina e Monfils hanno annunciato che stavano aspettando il loro primo figlio insieme. Il 15 ottobre è nata la bambina, chiamata Skaï Monfils.

## Statistiche WTA

### Singolare

#### Vittorie (18)
| Legenda               | Legenda      |
| --------------------- | ------------ |
| Grande Slam (0)       |              |
| Ori Olimpici (0)      |              |
| WTA Finals (1)        |              |
| WTA Elite Trophy (0)  |              |
| Dal 2009 al 2020      | Dal 2021     |
| Premier Mandatory (0) | WTA 1000 (0) |
| Premier 5 (4)         | WTA 1000 (0) |
| Premier (2)           | WTA 500 (0)  |
| International (8)     | WTA 250 (3)  |

| N.  | Data              | Torneo                                       | Superficie      | Avversaria in finale | Punteggio        |
| 1.  | 28 luglio 2013    | Baku Cup, Baku                               | Cemento         | Shahar Peer          | 6–4, 6–4         |
| 2.  | 27 luglio 2014    | Baku Cup, Baku (2)                           | Cemento         | Bojana Jovanovski    | 6–1, 7–6(2)      |
| 3.  | 2 maggio 2015     | Marocco Open, Marrakesh                      | Terra rossa     | Tímea Babos          | 7–5, 7–6(3)      |
| 4.  | 6 marzo 2016      | Malaysian Open, Kuala Lumpur                 | Cemento         | Eugenie Bouchard     | 6(3)–7, 6–4, 7–5 |
| 5.  | 5 febbraio 2017   | Taiwan Open, Taipei                          | Cemento (i)     | Peng Shuai           | 6–3, 6–2         |
| 6.  | 25 febbraio 2017  | Dubai Tennis Championships, Dubai            | Cemento         | Caroline Wozniacki   | 6–4, 6–2         |
| 7.  | 30 aprile 2017    | Istanbul Cup, Istanbul                       | Terra rossa     | Elise Mertens        | 6–2, 6–4         |
| 8.  | 21 maggio 2017    | Internazionali d'Italia, Roma                | Terra rossa     | Simona Halep         | 4–6, 7–5, 6–1    |
| 9.  | 13 agosto 2017    | Canadian Open, Toronto                       | Cemento         | Caroline Wozniacki   | 6–4, 6–0         |
| 10. | 6 gennaio 2018    | Brisbane International, Brisbane             | Cemento         | Aljaksandra Sasnovič | 6–2, 6–1         |
| 11. | 24 febbraio 2018  | Dubai Tennis Championships, Dubai (2)        | Cemento         | Dar'ja Kasatkina     | 6–4, 6–0         |
| 12. | 20 maggio 2018    | Internazionali d'Italia, Roma (2)            | Terra rossa     | Simona Halep         | 6–0, 6–4         |
| 13. | 28 ottobre 2018   | WTA Finals, Singapore                        | Cemento (i)     | Sloane Stephens      | 3–6, 6–2, 6–2    |
| 14. | 8 marzo 2020      | Monterrey Open, Monterrey                    | Cemento         | Marie Bouzková       | 7–5, 4–6, 6–4    |
| 15. | 26 settembre 2020 | Internationaux de Strasbourg, Strasburgo     | Terra rossa     | Elena Rybakina       | 6–4, 1–6, 6–2    |
|     | 31 luglio 2021    | Bronzo ai Giochi Olimpici, Tokyo             | Cemento         | Elena Rybakina       | 1–6, 7–6(5), 6–4 |
| 16. | 28 agosto 2021    | Chicago Women's Open, Chicago                | Cemento         | Alizé Cornet         | 7–5, 6–4         |
| 17. | 27 maggio 2023    | Internationaux de Strasbourg, Strasburgo (2) | Terra rossa     | Anna Blinkova        | 6-2, 6-3         |
| 18. | 20 aprile 2025    | Open de Rouen, Rouen                         | Terra rossa (i) | Olga Danilović       | 6-4, 7-6(8)      |

#### Sconfitte (4)
| Legenda               | Legenda      |
| --------------------- | ------------ |
| Grande Slam (0)       |              |
| Argenti Olimpici (0)  |              |
| WTA Finals (1)        |              |
| WTA Elite Trophy (1)  |              |
| Dal 2009 al 2020      | Dal 2021     |
| Premier Mandatory (0) | WTA 1000 (0) |
| Premier 5 (0)         | WTA 1000 (0) |
| Premier (1)           | WTA 500 (0)  |
| International (0)     | WTA 250 (1)  |

| N. | Data            | Torneo                    | Superficie  | Avversaria in finale | Punteggio        |
| 1. | 27 agosto 2016  | New Haven Open, New Haven | Cemento     | Agnieszka Radwańska  | 1–6, 6(3)–7      |
| 2. | 6 novembre 2016 | WTA Elite Trophy, Zhuhai  | Cemento (i) | Petra Kvitová        | 4–6, 2–6         |
| 3. | 3 novembre 2019 | WTA Finals, Shenzhen      | Cemento (i) | Ashleigh Barty       | 4–6, 3–6         |
| 4. | 7 gennaio 2024  | ASB Classic, Auckland     | Cemento     | Coco Gauff           | 7-6(4), 3-6, 3-6 |

### Doppio

#### Vittorie (2)
| Legenda               | Legenda      |
| --------------------- | ------------ |
| Grande Slam (0)       |              |
| Ori Olimpici (0)      |              |
| WTA Finals (0)        |              |
| WTA Elite Trophy (0)  |              |
| Dal 2009 al 2020      | Dal 2021     |
| Premier Mandatory (0) | WTA 1000 (0) |
| Premier 5 (0)         | WTA 1000 (0) |
| Premier (0)           | WTA 500 (0)  |
| International (2)     | WTA 250 (0)  |

| N. | Data           | Torneo                     | Superficie | Compagna         | Avversarie in finale             | Punteggio        |
| 1. | 20 luglio 2014 | Istanbul Cup, Istanbul     | Cemento    | Misaki Doi       | Oksana Kalašnikova Paula Kania   | 6–4, 6–0         |
| 2. | 26 luglio 2015 | Istanbul Cup, Istanbul (2) | Cemento    | Dar'ja Gavrilova | Çağla Büyükakçay Jelena Janković | 5–7, 6–1, [10–4] |

## Circuito WTA 125

### Singolare

#### Vittorie (1)
| N. | Data             | Torneo                  | Superficie | Avversaria in finale | Punteggio |
| 1. | 11 novembre 2012 | Royal Indian Open, Pune | Cemento    | Kimiko Date-Krumm    | 6–2, 6–3  |

## Statistiche ITF

### Singolare

#### Vittorie (6)
| Torneo $100.000 (0) |
| Torneo $80.000 (0)  |
| Torneo $75.000 (2)  |
| Torneo $60.000 (0)  |
| Torneo $50.000 (1)  |
| Torneo $25.000 (2)  |
| Torneo $15.000 (0)  |
| Torneo $10.000 (1)  |

| N. | Data              | Torneo                                     | Superficie  | Avversaria in finale | Punteggio        |
| 1. | 21 agosto 2011    | ITF Women's Circuit Istanbul, Istanbul     | Cemento     | Anja Prislan         | 6–2, 6(5)–7, 6–0 |
| 2. | 23 ottobre 2011   | Governor's Cup Lagos, Lagos                | Cemento     | Donna Vekić          | 6–4, 6–3         |
| 3. | 25 marzo 2012     | ITF Women's La Marsa, La Marsa             | Terra rossa | Isabella Šinikova    | 7–6(4), 7–6(5)   |
| 4. | 30 settembre 2012 | Telavi Open, Telavi                        | Terra rossa | Lesja Curenko        | 6–1, 6–2         |
| 5. | 3 febbraio 2013   | Vanessa Phillips Women's Tournament, Eilat | Cemento     | Marta Sirotkina      | 6–3, 3–6, 7–5    |
| 6. | 3 agosto 2013     | Viccourt Cup, Donec'k                      | Cemento     | Tímea Babos          | 3–6, 6–2, 7–6(9) |

#### Sconfitte (2)
| Torneo $100.000 (0) |
| Torneo $80.000 (0)  |
| Torneo $75.000 (0)  |
| Torneo $60.000 (0)  |
| Torneo $50.000 (1)  |
| Torneo $25.000 (1)  |
| Torneo $15.000 (0)  |
| Torneo $10.000 (0)  |

| N. | Data             | Torneo                                      | Superficie  | Avversaria in finale | Punteggio     |
| 1. | 23 maggio 2010   | Sapronov-tennis Kharkiv Ladies Cup, Charkiv | Terra rossa | Ljudmyla Kičenok     | 2–6, 6–4, 1–6 |
| 2. | 26 dicembre 2011 | Siberia Cup, Tjumen'                        | Cemento     | Julija Putinceva     | 2–6, 4–6      |

### Doppio

#### Vittorie (2)
| Torneo $100.000 (0) |
| Torneo $80.000 (0)  |
| Torneo $75.000 (1)  |
| Torneo $60.000 (0)  |
| Torneo $50.000 (0)  |
| Torneo $25.000 (1)  |
| Torneo $15.000 (0)  |
| Torneo $10.000 (0)  |

| N. | Data            | Torneo                                      | Superficie  | Compagna         | Avversarie in finale                  | Punteggio |
| 1. | 25 luglio 2010  | Sapronov-tennis Kharkiv Ladies Cup, Charkiv | Terra rossa | Kateryna Kozlova | Valentina Ivachnenko Al'ona Sotnikova | 6–3, 7–5  |
| 2. | 3 febbraio 2013 | Vanessa Phillips Women's Tournament, Eilat  | Cemento     | Alla Kudrjavceva | Corinna Dentoni Aljaksandra Sasnovič  | 6–1, 6–3  |

#### Sconfitte (4)
| Torneo $100.000 (0) |
| Torneo $80.000 (0)  |
| Torneo $75.000 (0)  |
| Torneo $60.000 (0)  |
| Torneo $50.000 (0)  |
| Torneo $25.000 (3)  |
| Torneo $15.000 (0)  |
| Torneo $10.000 (1)  |

| N. | Data            | Torneo                                      | Superficie  | Compagna         | Avversarie in finale              | Punteggio           |
| 1. | 23 maggio 2009  | Sapronov-tennis Kharkiv Ladies Cup, Charkiv | Terra rossa | Kateryna Kozlova | Kateryna Avdijenko Marija Žarkova | 7–6(3), 3–6, [9–11] |
| 2. | 9 maggio 2010   | Sapronov-tennis Kharkiv Ladies Cup, Charkiv | Cemento     | Kateryna Kozlova | Nadežda Kičenok Ljudmyla Kičenok  | 4–6, 2–6            |
| 3. | 18 aprile 2011  | Limburg Open, Tessenderlo                   | Terra rossa | Maryna Zanevs'ka | Anna-Lena Grönefeld Tatjana Malek | 5–7, 3–6            |
| 4. | 30 ottobre 2011 | Governor's Cup Lagos, Lagos                 | Cemento     | Danka Kovinić    | Melanie Klaffner Ágnes Szatmári   | 0–6, 7–6, [5–10]    |

## Competizioni a squadre

### Sconfitte (1)
| N. | Data           | Torneo            | Superficie  | Compagno             | Avversari in finale           | Punteggio |
| 1. | 9 gennaio 2016 | Hopman Cup, Perth | Cemento (i) | Aleksandr Dolhopolov | Dar'ja Gavrilova Nick Kyrgios | 0–2       |

## Grand Slam Junior

### Singolare

#### Vittorie (1)
| Tornei del Grande Slam  |
| ----------------------- |
| Australian Open (0)     |
| Open di Francia (1)     |
| Torneo di Wimbledon (0) |
| US Open (0)             |

| N. | Data          | Torneo                  | Superficie  | Avversaria in finale | Punteggio |
| 1. | 5 giugno 2010 | Open di Francia, Parigi | Terra rossa | Ons Jabeur           | 6–2, 7–5  |

#### Sconfitte (1)
| Tornei del Grande Slam  |
| ----------------------- |
| Australian Open (0)     |
| Open di Francia (0)     |
| Torneo di Wimbledon (1) |
| US Open (0)             |

| N. | Data          | Torneo                      | Superficie | Avversario in finale | Punteggio |
| 1. | 7 luglio 2012 | Torneo di Wimbledon, Londra | Erba       | Eugenie Bouchard     | 2–6, 2–6  |

### Doppio

#### Sconfitte (1)
| Tornei del Grande Slam  |
| ----------------------- |
| Australian Open (0)     |
| Open di Francia (0)     |
| Torneo di Wimbledon (1) |
| US Open (0)             |

| N. | Data          | Torneo                      | Superficie | Compagna         | Avversarie in finale        | Punteggio        |
| 1. | 3 luglio 2010 | Torneo di Wimbledon, Londra | Erba       | Irina Chromačëva | Tímea Babos Sloane Stephens | 7–6(7), 2–6, 2–6 |

## Risultati in progressione

### Singolare
Aggiornato a fine WTA Tour 2023 
| Sigla | Risultato               |
| ----- | ----------------------- |
| V     | Vincitore               |
| F     | Finalista               |
| SF    | Semifinalista           |
| O     | Oro olimpico            |
| A     | Argento olimpico        |
| SF    | Bronzo olimpico         |
| QF    | Quarti di Finale        |
| 4T    | Quarto turno            |
| 3T    | Terzo turno             |
| 2T    | Secondo turno           |
| 1T    | Primo turno             |
| RR    | Round Robin             |
| LQ    | Turno di qualificazione |
| A     | Assente                 |
| ND    | Non disputato           |

| Legenda superfici    |
| -------------------- |
| Cemento              |
| Terra battuta        |
| Erba                 |
| Superficie variabile |

| Tornei del Grande Slam |                 |                 |                 |                 |                 |                 |                 |                 |                 |               |                 |                 |                 |              |              |              |
| Australian Open        | Assente         | Assente         | 1T              | 3T              | 3T              | 2T              | 3T              | QF              | QF              | 3T            | 4T              | 3T              | A               | 0 / 10       | 22–10        |              |
| Open di Francia        | Q1              | Q2              | 2T              | 2T              | QF              | 4T              | QF              | 3T              | 3T              | QF            | 3T              | A               | QF              | 0 / 10       | 26–10        |              |
| Wimbledon              | A               | Q1              | 1T              | 1T              | 2T              | 2T              | 4T              | 1T              | SF              | ND            | 2T              | A               | SF              | 0 / 9        | 16–9         |              |
| US Open                | A               | 1T              | 2T              | 1T              | 3T              | 3T              | 4T              | 4T              | SF              | A             | QF              | A               | 3T              | 0 / 10       | 22–10        |              |
| Vittorie–Sconfitte     | 0–0             | 0–1             | 2–4             | 3–4             | 9–4             | 7–4             | 12–4            | 9–4             | 15–4            | 5–2           | 10–4            | 2-1             | 11-3            | 0 / 39       | 85–39        |              |
| Giochi olimpici        |                 |                 |                 |                 |                 |                 |                 |                 |                 |               |                 |                 |                 |              |              |              |
| Giochi olimpici        | ND              | A               | Non disputati   | Non disputati   | Non disputati   | QF              | Non disputati   | Non disputati   | Non disputati   | Non disputati | SF-B            | Non disputati   | Non disputati   | 0 / 2        | 8–2          |              |
| Torneo di fine anno    |                 |                 |                 |                 |                 |                 |                 |                 |                 |               |                 |                 |                 |              |              |              |
| WTA Finals             | Non qualificata | Non qualificata | Non qualificata | Non qualificata | Non qualificata | Non qualificata | RR              | V               | F               | ND            | Non qualificata | Non qualificata | Non qualificata | 1 / 3        | 10–3         |              |
| WTA Elite Trophy       | Non qualificata | Non qualificata | RR              | NQ              | SF              | F               | Non qualificata | Non qualificata | Non qualificata | Non disputato | Non disputato   | Non disputato   | NQ              | 0 / 3        | 5–4          |              |
| WTA 1000[1]            |                 |                 |                 |                 |                 |                 |                 |                 |                 |               |                 |                 |                 |              |              |              |
| Doha / Dubai[2]        | Assente         | Assente         | Assente         | 1T              | 2T              | 1T              | V               | 3T              | SF              | 2T            | 2T              | 1T              | A               | 1 / 9        | 11–8         |              |
| Indian Wells           | Assente         | Assente         | 1T              | 2T              | 4T              | 3T              | 4T              | 3T              | SF              | Non disputato | Non disputato   | 2T              | A               | 0 / 8        | 12–8         |              |
| Miami                  | Assente         | Assente         | Q2              | 4T              | 3T              | 4T              | 2T              | QF              | 2T              | ND            | SF              | 2T              | A               | 0 / 8        | 14–8         |              |
| Madrid                 | Assente         | Assente         | Assente         | 1T              | 2T              | 2T              | 1T              | 2T              | 1T              | ND            | 1T              | A               | 1T              | 0 / 8        | 3–8          |              |
| Roma                   | Assente         | Assente         | Assente         | 1T              | 2T              | 1T              | V               | V               | 2T              | QF            | 3T              | A               | 1T              | 2 / 9        | 14–7         |              |
| Montréal / Toronto     | Assente         | Assente         | Assente         | Assente         | 1T              | 3T              | V               | SF              | QF              | ND            | 2T              | A               | 1T              | 1 / 7        | 12–6         |              |
| Cincinnati             | Assente         | Assente         | Assente         | QF              | SF              | 2T              | 3T              | QF              | 3T              | A             | 2T              | A               | A               | 0 / 7        | 11–7         |              |
| Tokyo / Wuhan[3]       | Assente         | Assente         | 2T              | SF              | 3T              | 2T              | A               | 2T              | QF              | Non disputato | Non disputato   | Non disputato   | 0 / 6           | 10–6         |              |              |
| Pechino                | Assente         | Assente         | 1T              | 2T              | 2T              | SF              | QF              | 1T              | QF              | Non disputato | Non disputato   | Non disputato   | A               | 0 / 7        | 10–7         |              |
| Carriera               |                 |                 |                 |                 |                 |                 |                 |                 |                 |               |                 |                 |                 |              |              |              |
| Tornei giocati         | 0               | 3               | 19              | 25              | 25              | 23              | 19              | 19              | 19              | 8             | 17              | 8               | 11              | 196          | 196          |              |
| Titoli                 | 0               | 0               | 1               | 1               | 1               | 1               | 5               | 4               | 0               | 2             | 0               | 0               | 1               | 17           | 17           |              |
| Finali                 | 0               | 0               | 1               | 1               | 1               | 3               | 5               | 4               | 1               | 2             | 0               | 0               | 1               | 20           | 20           |              |
| Cemento V–S            | 0–0             | 0–3             | 9–12            | 26–15           | 25–18           | 36–16           | 32–9            | 33–10           | 30–13           | 9–5           | 29–10           | 7-8             | 4-3             | 219–114      | 219–114      |              |
| Terra V–S              | 0–0             | 0–0             | 4–5             | 7–7             | 14–4            | 4–4             | 14–2            | 9–3             | 1–3             | 3–7           | 5–4             | 0-0             | 12-5            | 71–34        | 71–34        |              |
| Erba V–S               | 0–0             | 0–0             | 0–2             | 2–2             | 1–2             | 1–2             | 4–2             | 2–2             | 4–3             | 7–1           | 2–3             | 0-0             | 5-2             | 28–21        | 28–21        |              |
| Totale V–S             | 0–0             | 0–3             | 13–19           | 35–24           | 40–24           | 41–22           | 50–13           | 44–15           | 35–19           | 19–9          | 36–17           | 7-8             | 21-10           | 337–182      | 337–182      | 337–182      |
| Vittorie %             | –               | 0%              | 41%             | 59%             | 63%             | 65%             | 79%             | 75%             | 65%             | 68%           | 65%             | 47%             | 68%             | 64.93%       | 64.93%       | 64.93%       |
| Ranking di fine anno   | 269             | 156             | 40              | 29              | 19              | 14              | 6               | 4               | 6               | 5             | 15              | 236             | 25              | $ 22.876.442 | $ 22.876.442 | $ 22.876.442 |

Note
- 1 Dal 2009 al 2020 i tornei WTA 1000 erano così suddivisi: Premier Mandatory (Indian Wells, Miami, Madrid e Pechino) e Premier 5 (Doha/Dubai, Roma, Montréal/Toronto, Cincinnati e Wuhan).
- 2 Il Dubai Tennis Championships e il Qatar Ladies Open di Doha si scambiarono frequentemente lo status tra evento Premier ed evento Premier 5 dal 2009 al 2020.
- 3 Nel 2014 il Toray Pan Pacific Open ha cambiato lo status in evento Premier ed è stato sostituito dal Wuhan Open come evento Premier 5.

## Vittorie contro giocatrici Top 10
| Stagione | 2014 | 2015 | 2016 | 2017 | 2018 | 2019 | 2020 | 2021 | 2022 | 2023 | 2024 | 2025 | Totale |
| Vittorie | 2    | 2    | 5    | 11   | 9    | 4    | 0    | 2    | 0    | 2    | 2    | 4    | 43     |

| #    | Giocatrice             | Ranking | Evento                            | Superficie      | Turno | Punteggio             | Rank. ESR |
| ---- | ---------------------- | ------- | --------------------------------- | --------------- | ----- | --------------------- | --------- |
| 2014 |                        |         |                                   |                 |       |                       |           |
| 1.   | Petra Kvitová (1)      | 4       | Cincinnati Open, Cincinnati       | Cemento         | 2T    | 6–2, 7–6(2)           | 39        |
| 2.   | Angelique Kerber (1)   | 8       | Wuhan Open, Wuhan                 | Cemento         | QF    | 6-4, 7–6(3)           | 34        |
| 2015 |                        |         |                                   |                 |       |                       |           |
| 3.   | Angelique Kerber (2)   | 9       | Brisbane International, Brisbane  | Cemento         | QF    | 4-6, 7-5, 6-3         | 28        |
| 4.   | Lucie Šafářová         | 7       | Cincinnati Open, Cincinnati       | Cemento         | QF    | 6-4, 2-6, 6-0         | 20        |
| 2016 |                        |         |                                   |                 |       |                       |           |
| 5.   | Garbiñe Muguruza (1)   | 5       | Dubai Tennis Championships, Dubai | Cemento         | 2T    | 7–6(3), 6-3           | 21        |
| 6.   | Serena Williams        | 1       | Giochi Olimpici, Rio de Janeiro   | Cemento         | 3T    | 6–4, 6–3              | 20        |
| 7.   | Garbiñe Muguruza (2)   | 3       | Pan Pacific Open, Tokyo           | Cemento         | QF    | 6-2, 4-6, 6-3         | 20        |
| 8.   | Angelique Kerber (3)   | 1       | China Open, Pechino               | Cemento         | 3T    | 6-3, 7-5              | 19        |
| 9.   | Johanna Konta (1)      | 10      | WTA Elite Trophy, Zhuhai          | Cemento (i)     | SF    | 2-6, 6-1, 6-4         | 14        |
| 2017 |                        |         |                                   |                 |       |                       |           |
| 10.  | Angelique Kerber (4)   | 1       | Brisbane International, Brisbane  | Cemento         | QF    | 6-4, 3-6, 6-3         | 14        |
| 11.  | Angelique Kerber (5)   | 2       | Dubai Tennis Championships, Dubai | Cemento         | SF    | 6-3, 7–6(3)           | 13        |
| 12.  | Angelique Kerber (6)   | 1       | Fed Cup, Stoccarda                | Terra rossa (i) | WG PO | 6-4, 6-2              | 13        |
| 13.  | Karolína Plíšková (1)  | 3       | Internazionali d'Italia, Roma     | Terra rossa     | QF    | 6-2, 7–6(9)           | 11        |
| 14.  | Garbiñe Muguruza (3)   | 7       | Internazionali d'Italia, Roma     | Terra rossa     | SF    | 4-1, rit.             | 11        |
| 15.  | Simona Halep (1)       | 4       | Internazionali d'Italia, Roma     | Terra rossa     | F     | 4–6, 7-5, 6-1         | 11        |
| 16.  | Venus Williams         | 9       | Canadian Open, Toronto            | Cemento         | 3T    | 6–2, 6-1              | 5         |
| 17.  | Garbiñe Muguruza (4)   | 4       | Canadian Open, Toronto            | Cemento         | QF    | 4-6, 6-4, 6-3         | 5         |
| 18.  | Simona Halep (2)       | 2       | Canadian Open, Toronto            | Cemento         | SF    | 6–1, 6–1              | 5         |
| 19.  | Caroline Wozniacki (1) | 6       | Canadian Open, Toronto            | Cemento         | F     | 6–4, 6–0              | 5         |
| 20.  | Simona Halep (3)       | 1       | WTA Finals, Singapore             | Cemento (i)     | RR    | 6-3, 6-4              | 4         |
| 2018 |                        |         |                                   |                 |       |                       |           |
| 21.  | Johanna Konta (2)      | 9       | Brisbane International, Brisbane  | Cemento         | QF    | 1–6, 7–6(6), 3-2 rit. | 6         |
| 22.  | Karolína Plíšková (2)  | 4       | Brisbane International, Brisbane  | Cemento         | SF    | 7–5, 7-5              | 6         |
| 23.  | Angelique Kerber (7)   | 9       | Dubai Tennis Championships, Dubai | Cemento         | SF    | 6–3, 6–3              | 4         |
| 24.  | Simona Halep (4)       | 1       | Internazionali d'Italia, Roma     | Terra rossa     | F     | 6-0, 6-4              | 4         |
| 25.  | Petra Kvitová (2)      | 5       | WTA Finals, Singapore             | Cemento (i)     | RR    | 6-3, 6–3              | 7         |
| 26.  | Karolína Plíšková (3)  | 8       | WTA Finals, Singapore             | Cemento (i)     | RR    | 6-3, 2-6, 6-3         | 7         |
| 27.  | Caroline Wozniacki (2) | 3       | WTA Finals, Singapore             | Cemento (i)     | RR    | 5-7, 7-5, 6-3         | 7         |
| 28.  | Kiki Bertens           | 9       | WTA Finals, Singapore             | Cemento (i)     | SF    | 7-5, 6(5)-7, 6–4      | 7         |
| 29.  | Sloane Stephens        | 6       | WTA Finals, Singapore             | Cemento (i)     | F     | 3-6, 6-2, 6-2         | 7         |
| 2019 |                        |         |                                   |                 |       |                       |           |
| 30.  | Madison Keys           | 9       | US Open, New York                 | Cemento         | 4T    | 7-5, 6-4              | 5         |
| 31.  | Karolína Plíšková (4)  | 2       | WTA Finals, Zhuhai                | Cemento (i)     | RR    | 7-6(12), 6-4          | 8         |
| 32.  | Simona Halep (5)       | 5       | WTA Finals, Zhuhai                | Cemento (i)     | RR    | 7-5, 6-3              | 8         |
| 33.  | Belinda Bencic         | 7       | WTA Finals, Zhuhai                | Cemento (i)     | SF    | 5-7, 6-3, 4-1 rit.    | 8         |
| 2021 |                        |         |                                   |                 |       |                       |           |
| 34.  | Petra Kvitová (3)      | 10      | Miami Open, Miami Gardens         | Cemento         | 4T    | 2-6, 7-5, 7-5         | 5         |
| 35.  | Petra Kvitová (4)      | 10      | Stuttgart Open, Stoccarda         | Terra rossa (i) | QF    | 6(4)-7, 7-5, 6-2      | 5         |
| 2023 |                        |         |                                   |                 |       |                       |           |
| 36.  | Dar'ja Kasatkina       | 9       | Open di Francia, Parigi           | Terra rossa     | 4T    | 6-4, 7-6(5)           | 192       |
| 37.  | Iga Świątek            | 1       | Torneo di Wimbledon, Londra       | Erba            | QF    | 7-5, 6(4)-7, 6-2      | 76        |
| 2024 |                        |         |                                   |                 |       |                       |           |
| 38.  | Ons Jabeur             | 10      | Torneo di Wimbledon, Londra       | Erba            | 3T    | 6-1, 7-6(4)           | 21        |
| 39.  | Jessica Pegula (1)     | 6       | Giochi Olimpici, Parigi           | Terra rossa     | 2T    | 4-6, 6-1, 6-3         | 31        |
| 2025 |                        |         |                                   |                 |       |                       |           |
| 40.  | Jasmine Paolini (1)    | 4       | Australian Open, Melbourne        | Cemento         | 3T    | 2-6, 6-4, 6-0         | 27        |
| 41.  | Jessica Pegula (2)     | 4       | Indian Wells Open, Indian Wells   | Cemento         | 4T    | 5-7, 6–1, 6-2         | 23        |
| 42.  | Jasmine Paolini (2)    | 4       | Open di Francia, Parigi           | Terra rossa     | 4T    | 4-6, 7-6(6), 6-1      | 14        |
| 43.  | Amanda Anisimova       | 7       | Canadian Open, Montréal           | Cemento         | 4T    | 6-4, 6-1              | 13        |